# Știință

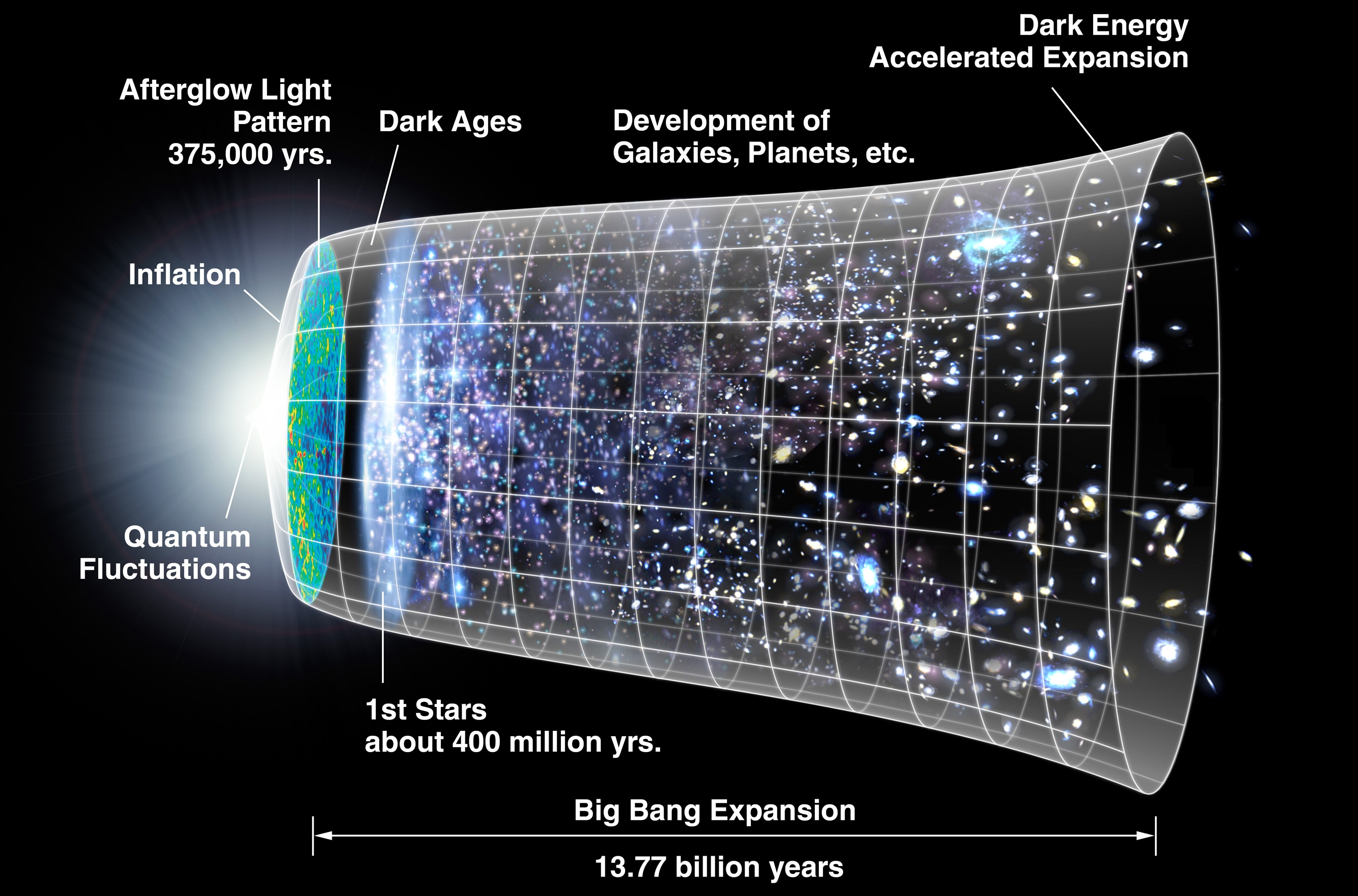
Universul reprezentat ca mai multe felii în formă de disc de-a lungul timpului, care trece de la stânga la dreapta.

Știința (din cuvântul latin scientia, care înseamnă „cunoaștere”)
este un sistem ordonat de cunoștințe structurate care studiază, cercetează și interpretează fenomenele naturale, sociale și artificiale.
Cele mai vechi rădăcini ale științei pot fi urmărite în Egiptul Antic și Mesopotamia în jurul anilor 3500-3000 î.Hr. Contribuțiile lor la matematică, astronomie și medicină au modelat filosofia naturală greacă a antichității clasice, prin care s-au făcut încercări formale de a oferi explicații ale evenimentelor din lumea fizică bazate pe cauze naturale.
După căderea Imperiului Roman de Apus, cunoștințele despre concepțiile grecești ale lumii s-au deteriorat în Europa de Vest în primele secole (400 până la 1000 d.Hr.) din Evul Mediu,  dar au fost păstrate în lumea musulmană în timpul epocii de aur islamice. Recuperarea și asimilarea operelor grecești și a cercetărilor islamice în Europa de Vest din secolele X-XIII au reînviat „filosofia naturală”, care a fost ulterior transformată de Revoluția științifică ce a început în secolul al XVI-lea, deoarece ideile și descoperirile noi s-au îndepărtat de concepțiile și tradițiile grecești anterioare. Metoda științifică a jucat curând un rol mai important în crearea de cunoștințe și abia din secolul al XIX-lea multe dintre caracteristicile instituționale și profesionale ale științei au început să prindă contur, împreună cu schimbarea „filosofiei naturale” în „științe naturale”.
Știința modernă este de obicei împărțită în trei ramuri majore care constau în: științele naturii (de exemplu, biologie, chimie și fizică), care studiază natura în sensul cel mai larg; științele sociale (de exemplu, economie, psihologie și sociologie), care studiază indivizi și societăți; și științele formale (de exemplu, logică, matematică și informatică teoretică), care studiază concepte abstracte. Există un dezacord  dacă științele formale constituie de fapt o știință, întrucât nu se bazează pe dovezi empirice. Disciplinele care folosesc cunoștințele științifice existente în scopuri practice, precum ingineria și medicina, sunt descrise drept științe aplicate.
Știința se bazează pe cercetare, care se desfășoară frecvent în instituții academice și de cercetare, precum și în agenții și companii guvernamentale. Impactul practic al cercetării științifice a dus la apariția politicilor științifice care încearcă să influențeze întreprinderea științifică prin prioritizarea dezvoltării produselor comerciale, armamentelor, îngrijirii sănătății și protecției mediului.

## Etimologie și semnificația termenului
Cuvântul „știință” provine din latinescul scientia, care înseamnă „cunoaștere, înțelegere”. Este un substantiv derivat din latinescul sciens, care derivă indiscutabil din latinescul sciō, participiul prezent scīre, care înseamnă „a cunoaște”.
În Grecia antică termenul corespunzător „științei” de astăzi era episteme, care indica o cunoaștere întemeiată pe baze solide, dincolo de orice posibilitate de îndoială, căreia i s-a conferit o valoare sacră, permițând dobândirea de înțelepciune. Începând cu iluminismul și pozitivismul, știința și-a pierdut caracterul sacru, trecând la a indica, în sensul strict al termenului, toate acele discipline pe care le numim „științe naturale” și care sunt direct verificabile prin experimente empirice. În secolul al XX-lea, odată cu așa-numita „criză a fundamentelor”, și introducerea falsificabilității a lui Karl Popper, știința a renunțat în cele din urmă chiar și la afirmarea adevărului absolut al propriilor afirmații.

## Istoric
Știința în sens larg a existat înainte de epoca modernă și în multe civilizații istorice. Știința modernă este clară în demersul său și are succes cu rezultatele sale, astfel încât definește acum ceea ce știința este în sensul cel mai strict al termenului. Știința în sensul său inițial era un cuvânt pentru un tip de cunoaștere, mai degrabă decât un cuvânt specializat pentru urmărirea unei astfel de cunoștințe. În special, a fost tipul de cunoștințe pe care oamenii și le pot comunica reciproc. De exemplu, cunoștințele despre funcționarea lucrurilor naturale au fost adunate cu mult înainte de istoria înregistrată și au dus la dezvoltarea unei gândiri abstracte complexe. Acest lucru este demonstrat de construcția de calendare complexe, de tehnici pentru ca plantele otrăvitoare să devină comestibile, lucrări publice la scară națională, precum cele care au exploatat lunca fluviului Yangtze cu rezervoare, baraje și diguri și construcții precum Piramidele. Metalurgia era cunoscută în preistorie, iar cultura Vinča a fost cel mai cunoscut producător de aliaje de tip bronz. Se crede că experimentarea timpurie cu încălzirea și amestecarea substanțelor s-a dezvoltat în timp în alchimie.

### Culturi timpurii

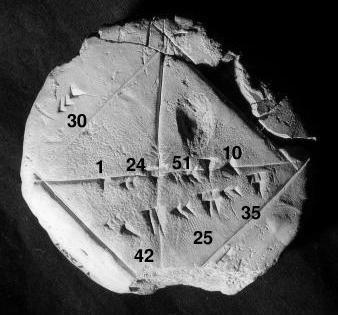
Tăbliță de lut babiloniană YBC 7289 cu adnotări. Diagonala reprezintă aproximare lui √2 din patru cifre sexazecimale, care sunt șase cifre zecimale.
1 + 24/60 + 51/60^{2} + 10/60^{3} = 1,41421296...

Cele mai timpurii rădăcini ale științei pot fi urmărite în Egiptul antic și Mesopotamia în jurul anilor 3000-1200 î.Hr. Deși cuvintele și conceptele de „știință” și „natură” nu făceau parte din peisajul conceptual la acea vreme, vechii egipteni și mesopotamieni au adus contribuții care mai târziu își vor găsi un loc în știința greacă și medievală: matematică, astronomie și medicină.  Începând cu anul 3000 î.Hr., egiptenii antici au dezvoltat un sistem de numerotare cu caracter zecimal și și-au orientat cunoștințele de geometrie spre rezolvarea unor probleme practice, cum ar fi cele ale topografelor și construcțiilor. Ei chiar au dezvoltat un calendar oficial care conținea douăsprezece luni, treizeci de zile fiecare lună și cinci zile la sfârșitul anului. Pe baza papirusurilor medicale scrise în anii 2500-1200 î.Hr., egiptenii antici credeau că boala era cauzată în principal de invadarea corpurilor de către forțele sau spiritele malefice. Astfel, pe lângă tratamentele medicamentoase, terapiile de vindecare implicau rugăciune, incantație și ritual.
Mesopotamienii antici foloseau cunoștințe despre proprietățile diferitelor substanțe chimice naturale pentru fabricarea olăritului, faianței, sticlei, săpunului, metalelor, tencuielii de calcar și impermeabilizării. De asemenea, ai au studiat fiziologia animalelor, anatomia și comportamentul acestora  și au făcut înregistrări ample ale mișcărilor obiectelor astronomice prin studiul astrologiei. Mesopotamienii aveau un interes intens pentru medicină,  iar primele prescripții medicale apar în sumeriană în timpul celei de-a treia dinastii Ur (c. 2112 î.Hr. - c. 2004 î.Hr.). Totuși, mesopotamienii par să fi avut puțin interes să strângă informații despre lumea naturală doar de dragul culegerii de informații  și au studiat în principal doar subiecte științifice care au aplicații practice evidente sau relevanță imediată pentru sistemul lor religios.

### Antichitatea clasică
În antichitatea clasică, nu există nici un analog antic real al unui om de știință modern. În schimb, persoane bine pregătite, de obicei din clasa superioară și, în general, bărbați au efectuat diverse investigații în natură ori de câte ori le permitea timpul. Înainte de inventarea sau descoperirea conceptului de „natură ” (în greaca veche phusis) de către filosofii presocratici, aceleași cuvinte tind să fie folosite pentru a descrie „felul” natural în care crește o plantă, și „felul” în care, de exemplu, un trib se închină unui zeu anume. Din acest motiv, se susține că acești bărbați au fost primii filosofi în sensul strict și, de asemenea, primii oameni care au făcut o distincție clară între „natură” și „convenție”.:209

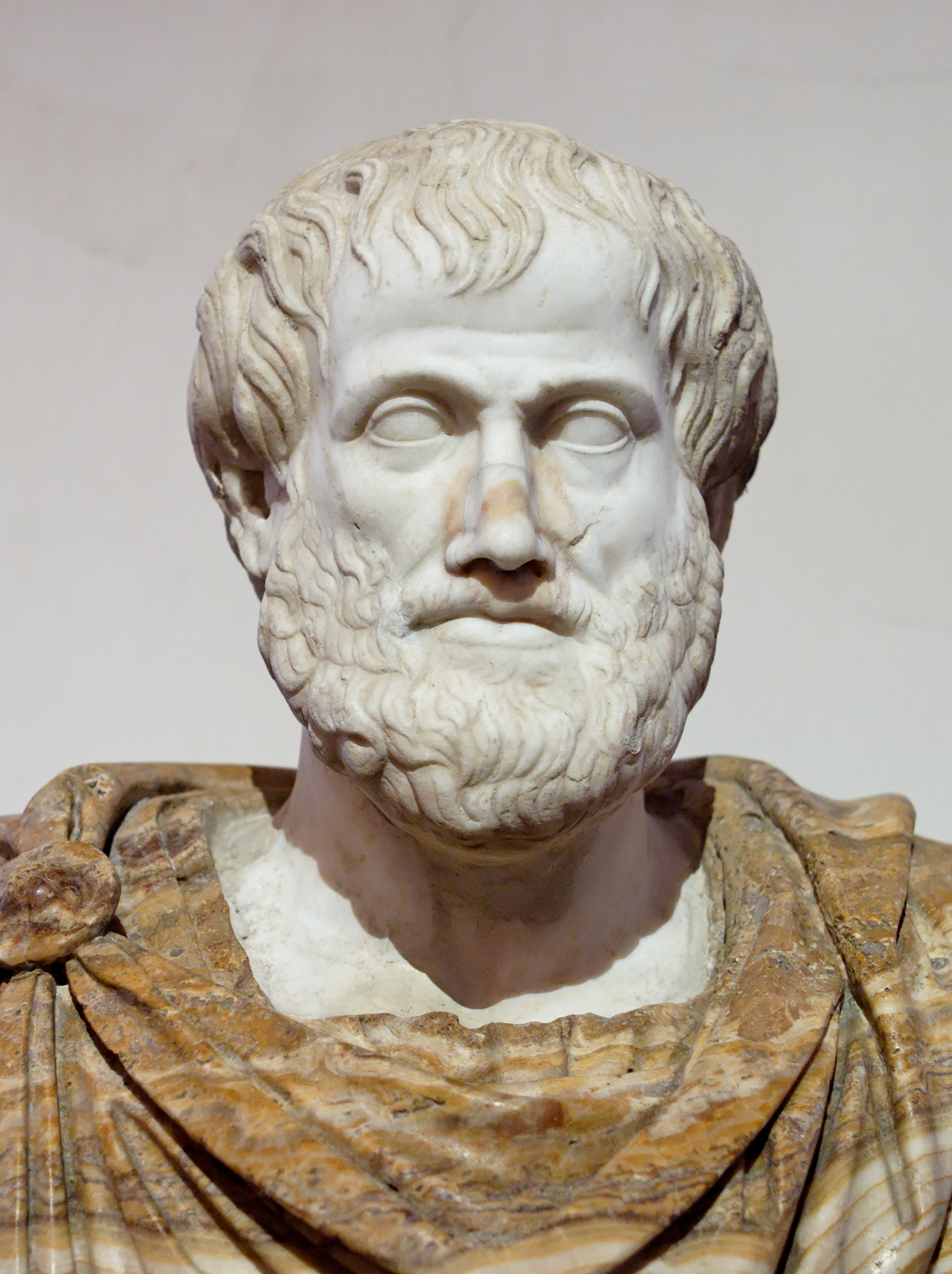
Aristotel, 384–322 î.Hr., una dintre primele figuri în dezvoltarea metodei științifice.

Filosofia naturală, precursorul științei naturale, a fost astfel distinsă ca o cunoaștere a naturii și a lucrurilor care sunt adevărate pentru fiecare comunitate, iar numele căutării unor astfel de cunoștințe a fost filosofia. Primii filosofi fizicieni erau în special speculatori sau teoreticieni, interesați în special de astronomie. În contrast, încercarea de a folosi cunoașterea naturii pentru a imita natura (artificiu sau tehnologie, în greacă technē) a fost privită de oamenii de știință clasici ca un interes mai adecvat pentru artizanii din clase socilae mai mici.
Primii filosofi greci ai școlii din Milet, care a fost fondată de Thales și ulterior continuată de succesorii săi Anaximandru și Anaximenes, au fost primii care au încercat să explice fenomenele naturale fără a se baza pe supranatural. Pitagoricienii au dezvoltat o filosofie complexă a numărului (în greacă arithmos):467–68 și au contribuit în mod semnificativ la dezvoltarea științei matematice.:465 Teoria atomilor a fost dezvoltată de filosoful grec Leucip și de discipolul său, Democrit. Doctorul grec Hipocrate a stabilit tradiția științei medicale sistematice și este cunoscut sub numele de „Părintele medicinei”.

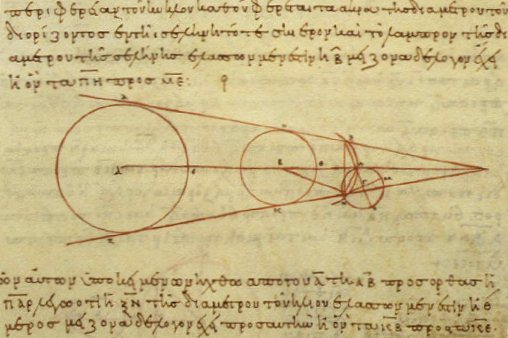
Calculele lui Aristarh privind mărimile relative ale Soarelui, Pământului și Lunii, după o copie din secolul al X-lea

Un punct de cotitură în istoria științei filosofice timpurii a fost exemplul lui Socrate de aplicare a filosofiei în studiul chestiunilor umane, inclusiv natura umană, natura comunităților politice și cunoașterea umană în sine. Metoda socratică așa cum este documentată prin dialogurile lui Platon este o metodă dialectică de eliminare a ipotezelor: ipoteze mai bune se găsesc prin identificarea și eliminarea constantă a celor care duc la contradicții. Aceasta a fost o reacție la accentul sofistic pe retorică. Metoda socratică caută adevăruri generale, de regulă, care conturează convingeri și le examinează pentru a determina coerența lor cu alte convingeri. Socrate a criticat tipul mai vechi de studiu al fizicii drept prea pur speculativ și lipsit de autocritică. Mai târziu, Socrate a fost acuzat că a corupt tineretul Atenei pentru că „nu credea în zeii în care statul crede, ci în alte ființe spirituale noi”. Filosoful a respins aceste afirmații, dar a fost condamnat la moarte.: 30e
Ulterior, Aristotel a creat un program sistematic de filosofie teleologică: Mișcarea și schimbarea sunt descrise ca actualizarea potențialelor care există deja în lucruri, în funcție de ce tipuri de lucruri sunt. Vastul sistem filosofic și științific conceput de Aristotel, uimitor prin diversitate (logică, teologie, politică, estetică, fizică, astronomie, zoologie etc.) și profunzime, a stat la baza gândirii medievale creștine și islamice și a fost axul culturii Occidentului până la sfârșitul secolului al XVII-lea. Fiecare lucru are o cauză formală, o cauză finală și un rol într-o ordine cosmică cu „Primul Motor”. Aristotel a susținut că omul cunoaște un lucru științific „atunci când are o convingere la care a ajuns într-un anumit fel și când primele principii pe care se bazează această convingere îi sunt cunoscute cu certitudine”.
Astronomul grec Aristarh din Samos (310-230 î.Hr.) a fost primul care a propus un model heliocentric al universului, cu Soarele în centru și toate planetele care îl orbitează. Modelul lui Aristarh a fost respins pe scară largă, deoarece se credea că încalcă legile fizicii. Inventatorul și matematicianul Arhimede din Siracuza a adus contribuții majore la începutul calculului infinitezimal și a fost uneori creditat ca inventator al său, deși proto-calculul său era lipsit de mai multe caracteristici definitorii.Pliniu cel Bătrân a fost un scriitor și polimat roman, care a scris enciclopedia Istorie naturală, care se ocupă de istorie, geografie, medicină, astronomie, știința pământului, botanică și zoologie. Alți oameni de știință sau proto-oameni de știință din Antichitate au fost Teofrast, Euclid, Herophilos, Hiparh, Ptolemeu și Galenus.

### Știința medievală

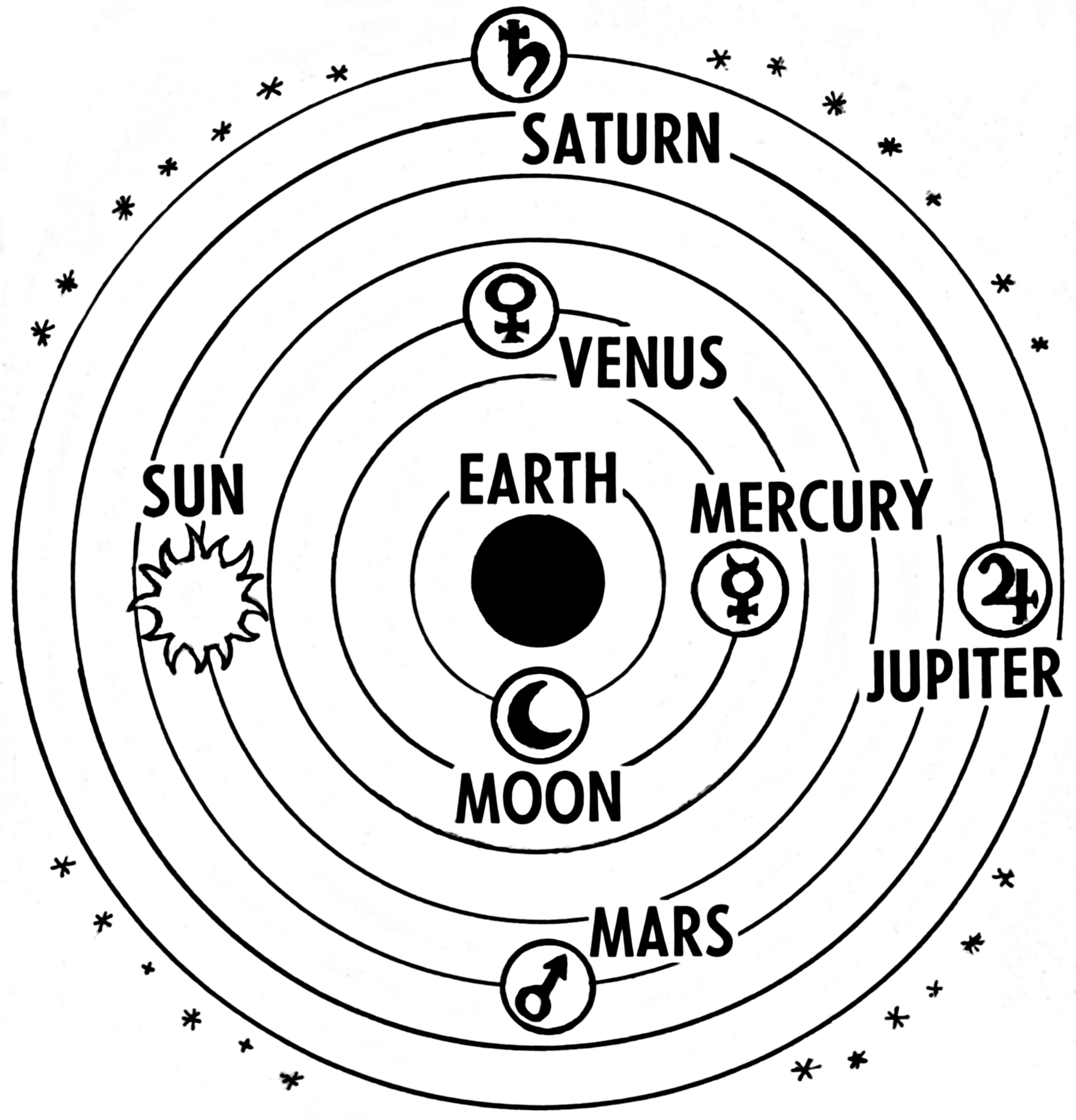
Geocentrismul - prezentarea universului potrivit concepției lui Ptolemeu.

Din cauza prăbușirii Imperiului Roman de Apus și a migrației popoarelor, în anii 400 a avut loc un declin intelectual în partea de vest a Europei. În schimb, Imperiul Bizantin a rezistat atacurilor invadatorilor și și-a îmbunătățit învățăturile. Ioan Filopon, un savant bizantin din anii 500, a pus sub semnul întrebării învățăturile lui Aristotel despre fizică și a remarcat defectele acesteia.:pp.307, 311, 363, 402  Critica lui Ioan Filopon cu privire la principiile aristotelice ale fizicii a servit ca inspirație pentru savanții medievali, precum și pentru Galileo Galilei, care, zece secole mai târziu, în timpul Revoluției Științifice, a citat mult din Ioan Filopon în lucrările sale, în timp ce a explicat motivul pentru care fizica aristotelică a fost defectuoasă.
În Antichitatea târzie și în Evul Mediu timpuriu, s-a utilizat abordarea aristotelică a cercetărilor asupra fenomenelor naturale. Cele patru cauze ale lui Aristotel (materială, formală, eficientă, finală) indicau  patru întrebări de tipul „de ce” al căror răspuns putea explica lucrurile științific. Câteva cunoștințe antice s-au pierdut, sau în unele cazuri au rămas în obscuritate, în timpul căderii Imperiului Roman de Apus și a unor lupte politice periodice. Totuși, domeniile generale ale științei (sau „filosofia naturală” așa cum era numită) și o mare parte din cunoștințele generale din lumea antică s-au păstrat prin lucrările enciclopediștilor timpurii latini, precum Isidor din Sevilla. Textele originale ale lui Aristotel s-au pierdut în cele din urmă în Europa Occidentală și un singur text al lui Platon a fost cunoscut pe scară largă, Timaeus, care a fost singurul dialog platonic și una dintre puținele lucrări originale ale filosofiei naturale clasice, disponibilă pentru cititorii latini din Evul mediu timpuriu. O altă lucrare originală care a câștigat influență în această perioadă a fost Almageste a lui Ptolemeu, care conține o descriere geocentrică a sistemului solar.
În antichitatea târzie, în Imperiul bizantin s-au păstrat multe texte clasice grecești. Multe traduceri siriene au fost făcute de grupuri precum nestorienii și monofiziții. Au jucat un rol atunci când au tradus texte grecești clasice în arabă, timp în care multe tipuri de învățare clasică au fost păstrate și, în unele cazuri, îmbunătățite. În plus, vecinul Imperiul Sasanid vecin a înființat Academia medicală din Gondeshapur unde medicii greci, sirieni și persani au stabilit cel mai important centru medical al lumii antice din secolele VI și VII.

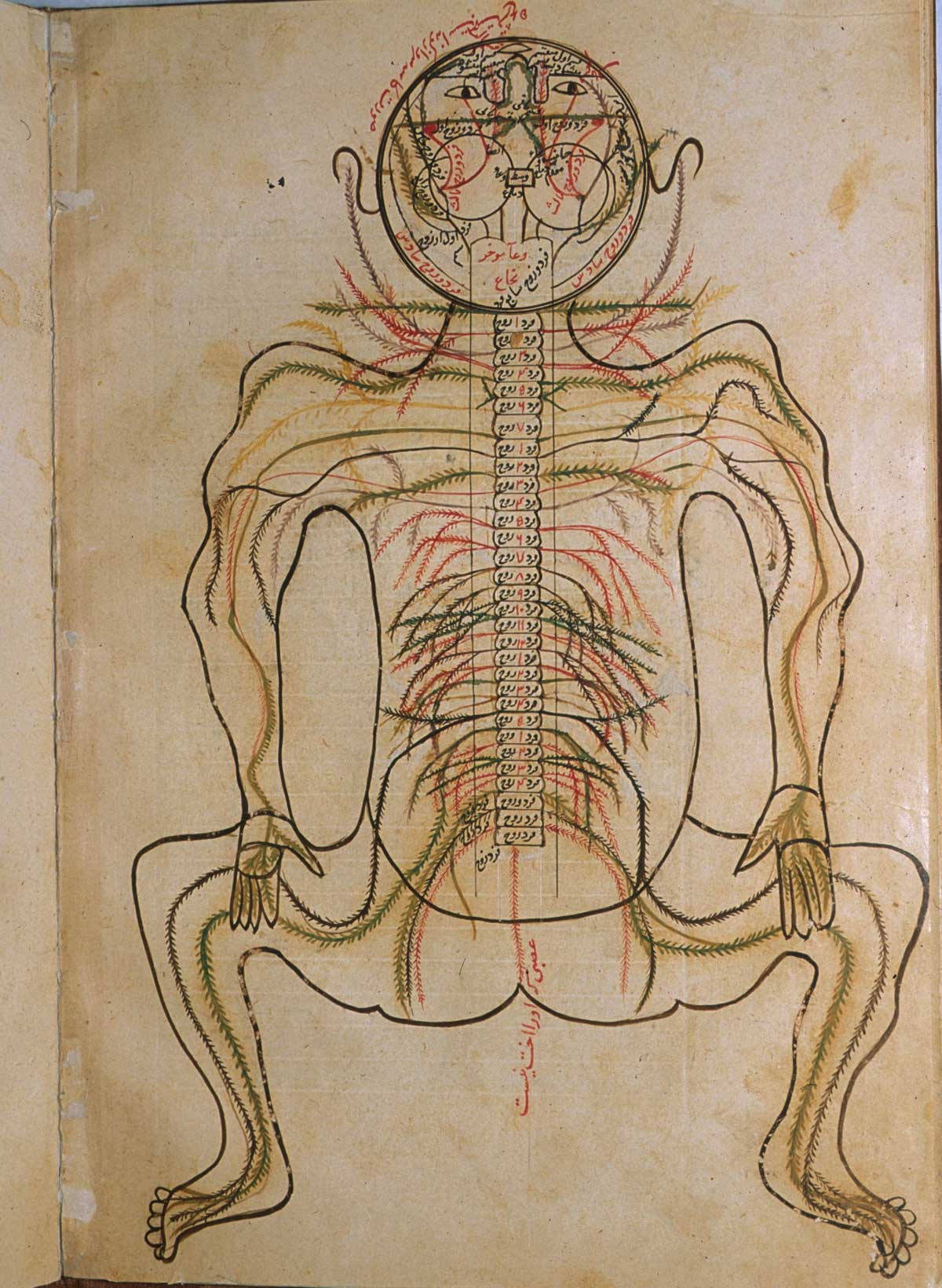
Una dintre ilustrațiile colorate ale anatomiei umane a lui Mansur ibn Ilyas. Această ilustrare evidențiază sistemele arteriale și nervoase văzute din spate. Manuscris, cca. 1450, Biblioteca Națională de Medicină a SUA.

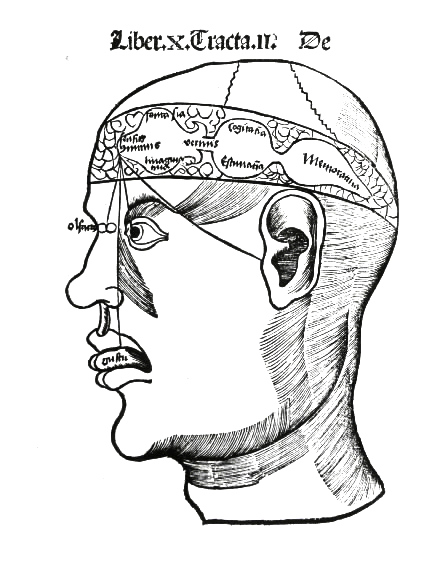
Ilustrare a doctrinei celulare a ventriculilor cerebrali în Margarita philosophica de Gregor Reisch (1504). Știința medievală postula un ventricul al creierului ca loc pentru bunul nostru simț, unde formele din sistemele noastre senzoriale se uneau și comunicau.

La Bagdad, Irak, sub patronajul califului abbasid Al-Ma’mun a fost înființată Casa Înțelepciunii, unde studiul islamic al aristotelismului a înflorit. Al-Kindi (801-873) a fost primul dintre filosofii peripatetici musulmani și este cunoscut pentru eforturile sale de a introduce filosofia greacă și cea elenistică în lumea arabă. Epoca de aur a islamului a înflorit din acest moment până la invaziile mongole din secolul al XIII-lea. Ibn al-Haytham (Alhazen), precum și predecesorul său Ibn Sahl, era familiar cu Optica lui Ptolemeu și a folosit experimente ca mijloc de a dobândi cunoștințe.:463–65 Medicii și alchimiștii precum Avicenna și Al-Razi au dezvoltat foarte mult știința medicinii cu o enciclopedie medicală folosită până în secolul al XVIII-lea, iar cel din urmă   descoperind mai mulți compuși precum alcoolul. Canonul lui Avicenna este considerat a fi una dintre cele mai importante publicații în medicină și amândoi au contribuit semnificativ la practica medicinei experimentale, folosind studii clinice și experimente pentru a susține afirmațiile lor.
În antichitatea clasică, tabuurile grecești și romane au însemnat că disecția era de obicei interzisă în acele timpuri, dar în Evul Mediu acest lucru s-a schimbat: profesorii de medicină și studenții de la Bologna au început să deschidă corpuri umane, iar Mondino de Luzzi (c. 1275-1326) a produs primul manual de anatomie bazat pe disecția umană.
Până în secolul al XI-lea, majoritatea Europei devenise creștină; au apărut monarhii mai puternice; granițele au fost restaurate; s-au realizat dezvoltări tehnologice și inovații agricole care au sporit oferta alimentară, populația a crescut. În plus, textele grecești clasice au început să fie traduse din arabă și greacă în latină, ridicând nivelul discuțiilor științifice în Europa de Vest.
În 1088 s-a deschis prima universitate din Europa, Universitatea din Bologna. Cererea de traduceri latine a crescut. Europenii occidentali au început să strângă texte scrise nu numai în latină, ci și traduceri latine din greacă, arabă și ebraică. Manuscrise copii ale Cartea Opticii a lui Alhazen s-au întins de-a lungul Europei înainte de 1240,:Intro. p. xx după cum reiese din Perspectiva a lui Vitello.  Canonul lui Avicenna a fost tradusă în limba latină. În special, textele lui Aristotel, Ptolemeu și Euclid, păstrate în Casa Înțelepciunii, și, de asemenea, în Imperiul Bizantin, au fost căutate printre savanții catolici. Afluxul de texte antice a provocat Renașterea secolului al XII-lea și înflorirea unei sinteze a catolicismului și aristotelismului cunoscut sub numele de Scolastică în vestul Europei, care a devenit un nou centru geografic al științei. Un experiment în această perioadă ar fi fost înțeles ca un proces atent de observare, descriere și clasificare. Un om de știință proeminent în această epocă a fost Roger Bacon.

### Renașterea și știința modernă timpurie

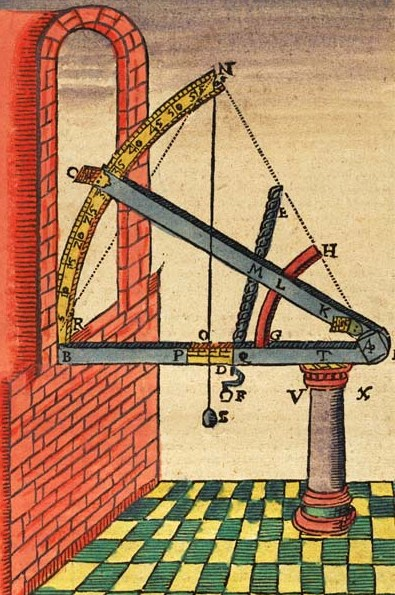
Astronomia a devenit mai precisă după ce Tycho Brahe și-a conceput instrumentele științifice pentru măsurarea unghiurilor între două corpuri cerești, înainte de inventarea telescopului. Observațiile lui Brahe au stat la baza legilor lui Kepler.

Noile dezvoltări ale opticii au jucat un rol la începutul Renașterii, atât prin provocarea unor idei metafizice de lungă durată asupra percepției, cât și prin contribuția la îmbunătățirea și dezvoltarea tehnologiei precum camera obscură și telescopul. Înainte de ceea ce știm acum cum a început Renașterea, Roger Bacon, Vitello și John Peckham au construit fiecare o ontologie scolastică pe un lanț cauzal care începe cu senzația, percepția și în final apercepția formelor individuale și universale ale lui Aristotel. Un model de viziune mai târziu cunoscut sub numele de perspectivism a fost exploatat și studiat de artiștii Renașterii. Această teorie folosește doar trei dintre cele patru cauze ale lui Aristotel: formale, materiale și finale.
În secolul al XVI-lea, Copernic a formulat un model heliocentric al sistemului solar spre deosebire de modelul geocentric din Almagest al lui Ptolemeu. Aceasta s-a bazat pe o teoremă conform căreia perioadele orbitale ale planetelor sunt mai lungi cu cât sfera lor este mai departe de centrul mișcării, lucru pe care nu l-a găsit în modelul lui Ptolemeu.
Kepler și alții au contestat ideea că singura funcție a ochiului este percepția și au mutat accentul principal în optică de la ochi la propagarea luminii.:102 Kepler a modelat ochiul ca o sferă de sticlă plină de apă, cu o deschidere în fața sa, pentru a modela pupila. El a descoperit că toată lumina dintr-un singur punct al acestui experiment era imaginată într-un singur punct din spatele sferei de sticlă. Lanțul optic se termină pe retină în partea din spate a ochiului. Kepler este cel mai cunoscut, totuși, pentru îmbunătățirea modelului heliocentric al lui Copernic prin descoperirea legilor lui Kepler ale mișcării planetare. Kepler nu a respins metafizica aristotelică și a descris opera sa ca o căutare a Armoniei sferelor. 

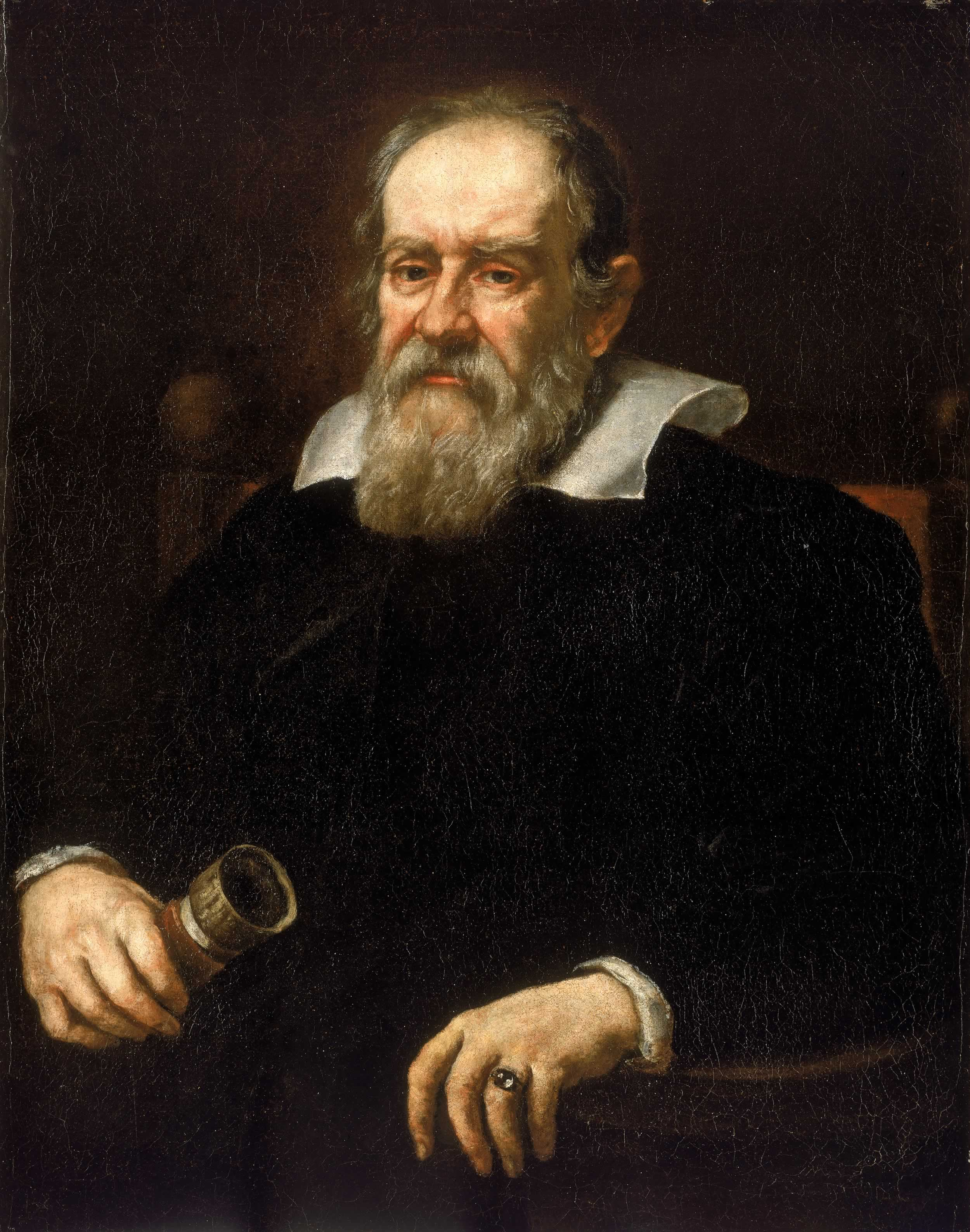
Galileo Galilei, considerat părintele științei moderne.

Galileo a folosit în mod inovativ experimentul și matematica. A fost persecutat după ce Papa Urban al VIII-lea l-a binecuvântat pe Galileo să scrie despre sistemul copernician. Galileo a folosit argumente de la Papa și le-a pus în vocea unui nătărău în lucrarea „Dialog despre cele două mari sisteme ale lumii”, lucru care l-a jignit foarte mult pe Urban al VIII-lea.
În Europa de Nord, noua tehnologie a presei tipografice a fost utilizată pe scară largă pentru a publica multe lucrări, inclusiv unele care nu erau de acord cu ideile contemporane despre natură. René Descartes și Francis Bacon au publicat argumente filosofice în favoarea unui nou tip de știință non-aristotelică. Descartes a subliniat gândirea individuală și a susținut că matematica și nu geometria trebuie utilizate pentru a studia natura. Bacon a subliniat importanța experimentului asupra contemplației. Bacon a pus sub semnul întrebării conceptele aristotelice de cauză formală și cauză finală și a promovat ideea că știința ar trebui să studieze legile naturilor „simple”, cum ar fi căldura, mai degrabă decât să presupună că există vreo natură specifică sau „cauză formală” a fiecare tip complex de lucruri. Această nouă știință a început să se vadă pe sine ca descriind „legile naturii”. Această abordare actualizată a studiilor naturii a fost văzută ca mecanicistă. De asemenea, Bacon a susținut că știința ar trebui să vizeze pentru prima dată invenții practice pentru îmbunătățirea întregii vieți umane.

### Iluminism

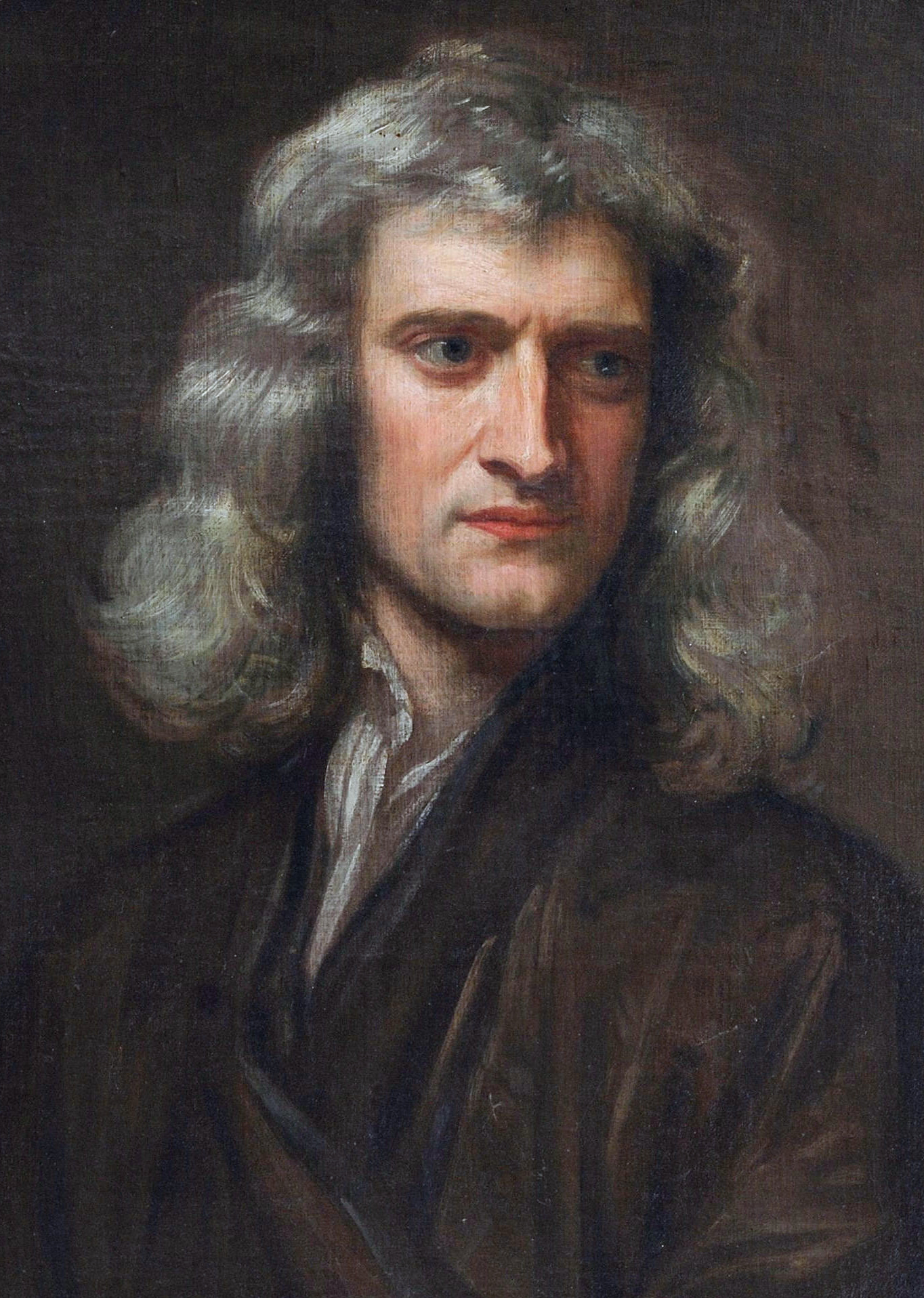
Isaac Newton a adus contribuții primare la mecanica clasică, gravitația și optica. Newton împarte creditul cu Gottfried Leibniz pentru dezvoltarea calculului.

Ca precursor al Iluminismului, Isaac Newton și Gottfried Wilhelm Leibniz au reușit să dezvolte o fizică nouă, denumită acum mecanică clasică, care putea fi confirmată prin experiment și explicată folosind matematica (Newton (1687), Philosophiæ Naturalis Principia Mathematica). Leibniz a încorporat termeni din fizica aristotelică, dar care acum sunt folosiți într-un mod nou, non-teleologic, de exemplu, „energie” și „potențial” (versiunile moderne ale energeia și potentia aristotelice). Aceasta a implicat o schimbare în felul în care erau privite obiectele (filosofie): acolo unde Aristotel a observat că obiectele au anumite scopuri înnăscute care pot fi realizate, obiectele erau acum considerate ca fiind lipsite de scopuri înnăscute. În stilul lui Francis Bacon, Leibniz a presupus că diferite tipuri de lucruri funcționează în conformitate cu aceleași legi generale ale naturii, fără cauze formale sau finale speciale pentru fiecare tip de lucru. În această perioadă, cuvântul „știință” a devenit treptat mai frecvent folosit pentru a se referi la un tip de căutare a unui tip de cunoaștere, în special a cunoașterii naturii – care se apropie de sensul vechiului termen „filosofie naturală”.
În acest timp, scopul și valoarea declarată a științei au devenit producerea de invenții care ar îmbunătăți viața omului, în sensul material, de a avea mai multe alimente, îmbrăcăminte și alte lucruri. În cuvintele lui Bacon, „scopul real și legitim al științelor este înzestrarea vieții umane cu noi invenții și bogății”, iar el a descurajat oamenii de știință să urmărească idei filosofice sau spirituale intangibile, despre care credea că au contribuit puțin la fericirea umană dincolo de „fumul de speculații subtile, sublime sau plăcute”.
Știința în timpul Iluminismului a fost dominată de societăți științifice  și academii, care au înlocuit în mare parte universitățile ca centre de cercetare și dezvoltare științifică. Societățile și academiile au fost, de asemenea, coloana vertebrală a maturizării profesiei științifice. O altă dezvoltare importantă a fost popularizarea științei în rândul unei populații din ce în ce mai alfabetizate. Filosofii au introdus publicul în multe teorii științifice, în special prin Encyclopédie și popularizarea newtonianismului de către Voltaire, precum și de Émilie du Châtelet, traducătorul francez al lucrării Principia a lui Newton.
Unii istorici au marcat secolul al XVIII-lea ca o perioadă cenușie în istoria științei; Cu toate acestea, secolul a înregistrat progrese semnificative în practica medicinii, matematicii și fizicii, dezvoltarea taxonomiei biologice, o nouă înțelegere a magnetismului și a electricității, maturizarea chimiei ca disciplină, care a pus bazele chimiei moderne.
Ideile despre natura umană, societate și economie au evoluat, de asemenea, în timpul Iluminismului. Hume și alți gânditori ai Iluminismului scoțian au dezvoltat o „știință a omului”, care a fost exprimată istoric în lucrări ale unor autori precum James Burnett, Adam Ferguson, John Millar și William Robertson, toți aceștia au fuzionat un studiu științific despre modul în care oamenii s-au comportat în culturi antice și primitive cu o puternică conștientizare a forțelor determinante ale modernității. Sociologia modernă a provenit în mare parte din această mișcare. În 1776, Adam Smith a publicat Avuția națiunilor, care este adesea considerată prima lucrare despre economia modernă.

### Secolul al XIX-lea

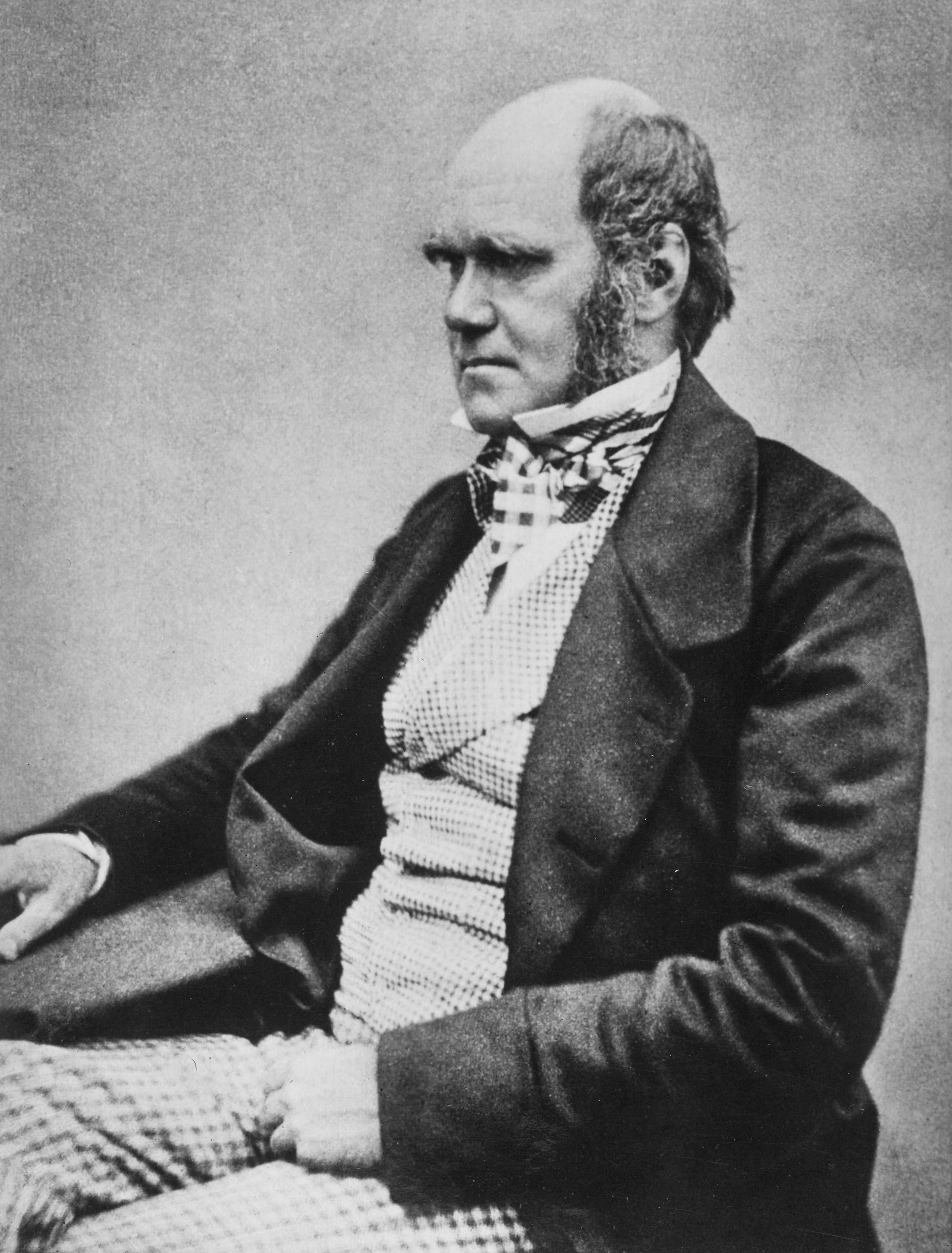
Charles Darwin în 1854, pe atunci lucrând la publicarea lucrării Originea speciilor.

Secolul al XIX-lea este o perioadă deosebit de importantă în istoria științei, deoarece în această epocă au început să se contureze multe caracteristici distinctive ale științei moderne contemporane, cum ar fi: utilizarea frecventă a instrumentelor de precizie, apariția unor termeni precum „biolog”, „fizician”, „om de știință”; îndepărtarea treptată de etichetele învechite precum „filosofia naturală” și „istoria naturală”, profesionalizarea sporită a celor care studiază natura duce la reducerea naturaliștilor amatori, oamenii de știință dobândind o autoritate culturală asupra multor dimensiuni ale societății, expansiune economică și industrializarea a numeroase țări, s-au răspândit scrierile de științe populare și revistele științifice s-au înmulțit.
La începutul secolului al XIX-lea, John Dalton a sugerat teoria atomică modernă, bazată pe ideea originală a lui Democrit de particule individuale numite atomi.

În 1864, James Clerk Maxwell și-a anunțat teoria electromagnetică a luminii, care a fost poate cel mai mare pas în cunoașterea lumii despre electricitate.

Atât John Herschel cât și William Whewell au sistematizat metodologia: acesta din urmă a inventat termenul de „om de știință”. La mijlocul secolului al XIX-lea, Charles Darwin și Alfred Russel Wallace au propus în mod independent teoria evoluției prin selecție naturală în 1858, care a explicat cum au apărut și au evoluat diferite plante și animale. Teoria lor a fost prezentată în detaliu în cartea lui Darwin Originea speciilor, care a fost publicată în 1859. Separat, Gregor Mendel și-a prezentat lucrarea, Versuche über Pflanzenhybriden („Experimente de hibridizare a plantelor”), în 1865, care a subliniat principiile moștenirii biologice, servind drept bază pentru genetica modernă.
Legile privind conservarea energiei, conservarea impulsului și conservarea masei au sugerat un univers extrem de stabil, unde ar putea exista pierderi reduse de resurse. Odată cu apariția motorului cu aburi și a revoluției industriale, a existat, totuși, o înțelegere sporită că toate formele de energie definite în fizică nu au fost la fel de utile: ele nu au aceeași calitate a energiei. Această realizare a dus la dezvoltarea legilor termodinamicii, în care energia liberă a universului este văzută ca în continuă scădere: entropia unui univers închis crește în timp. 
Teoria electromagnetică a fost de asemenea stabilită în secolul al XIX-lea prin lucrările lui Hans Christian Ørsted, André-Marie Ampère, Michael Faraday, James Clerk Maxwell, Oliver Heaviside și Heinrich Hertz. Noua teorie a ridicat întrebări la care nu s-a putut răspunde cu ușurință folosind cadrul lui Newton. Fenomenele care ar permite deconstrucția atomului au fost descoperite în ultimul deceniu al secolului al XIX-lea: descoperirea razelor X a inspirat descoperirea radioactivității. În anul următor a venit descoperirea primei particule subatomice, electronul.
La sfârșitul secolului al XIX-lea, psihologia a apărut ca o disciplină separată de filosofie când Wilhelm Wundt a fondat primul laborator de cercetare psihologică în 1879.

### Secolul XX

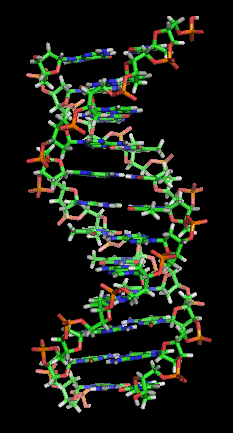
Dubla spirală de ADN este o moleculă care codifică instrucțiunile genetice utilizate în dezvoltarea și funcționarea tuturor organismelor vii și a multor virusuri.

Teoria relativității a lui Einstein și dezvoltarea mecanicii cuantice au dus la înlocuirea mecanicii clasice cu o fizică nouă care conține două părți ce descriu diferite tipuri de evenimente în natură. 
În prima jumătate a secolului, dezvoltarea antibioticelor și a îngrășămintelor artificiale au făcut posibilă creșterea globală a populației umane. În același timp, a fost descoperită structura atomului și nucleul acestuia, ceea ce a dus la noțiunea de „energie atomică” (putere nucleară). În plus, utilizarea pe scară largă a inovației tehnologice stimulate de războaiele din acest secol a dus la revoluții în transporturi (automobile și aeronave), dezvoltarea rachetelor balistice intercontinentale, a curselor spațiale și a cursei de arme nucleare.
Evoluția a devenit o teorie unificată la începutul secolului al XX-lea, când sinteza modernă a reconciliat evoluția darwiniană cu genetica clasică. Structura moleculară a ADN-ului a fost descoperită de James Watson și Francis Crick în 1953.
Descoperirea radiației cosmice de fond în 1964 a dus la respingerea teoriei stării staționare a universului în favoarea teoriei Big Bang a lui Georges Lemaître.
Dezvoltarea zborului spațial în a doua jumătate a secolului a permis primele măsurări astronomice efectuate pe sau în apropierea altor obiecte din spațiu, inclusiv șase aterizări cu echipaj pe Lună. Telescoapele spațiale au dus la numeroase descoperiri în astronomie și cosmologie.
Utilizarea pe scară largă a circuitelor integrate în ultimul sfert al secolului XX, combinată cu sateliții de comunicații a dus la o revoluție în tehnologia informației și la creșterea internetului și a computerelor mobile la scară globală, inclusiv a smartphone-urilor. 
Problemele de mediu, cum ar fi epuizarea ozonului, acidificarea, eutrofizarea și schimbările climatice au intrat în atenția publicului și au provocat apariția științei mediului și a tehnologiei mediului.

### Secolul XXI

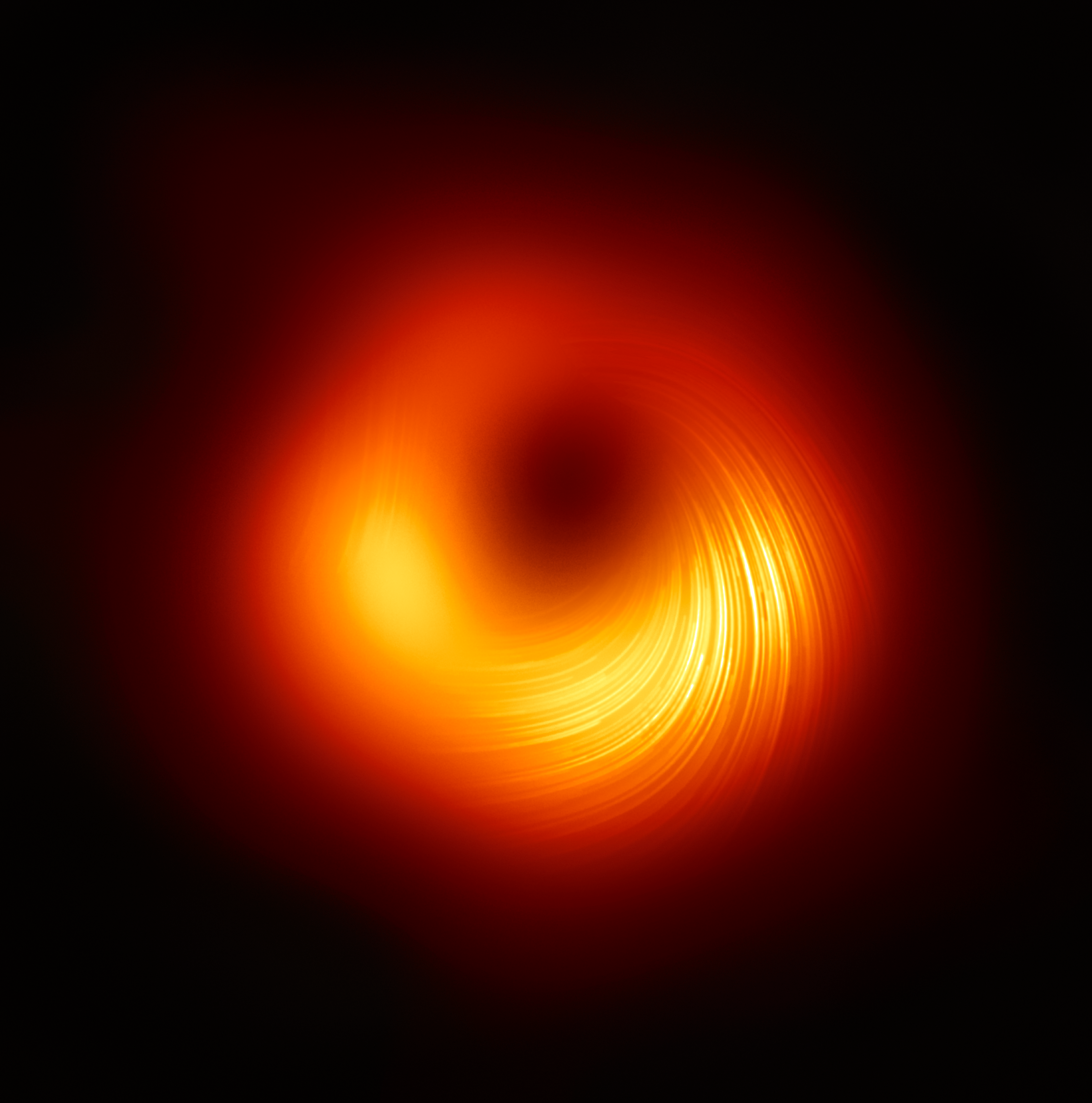
O imagine a găurii negre supermasive M87* în lumină polarizată, realizată de Event Horizon Telescope și publicată în 2021. Direcția liniilor de deasupra intensității totale marchează direcția oscilațiilor vectorului electric al undelor electromagnetice.

Proiectul „Genomul uman” a fost finalizat în anul 2003, determinând secvența de perechi de baze de nucleotide care alcătuiesc ADN-ul uman și identificarea și cartografierea tuturor genelor genomului uman. Celulele stem pluripotente induse au fost dezvoltate în 2006, o tehnologie care permite transformarea celulelor adulte în celule stem capabile să dea naștere oricărui tip de celule care se găsește în organism, potențial de o importanță imensă în domeniul medicinei regenerative.
Odată cu descoperirea bosonului Higgs în 2012, a fost găsită ultima particulă prevăzută de Modelul standard al fizicii particulelor. În 2015, au fost observate pentru prima dată unde gravitaționale, prezise de relativitatea generală cu un secol înainte.
În 2019, Observatorul Event Horizon Telescope a anunțat primele rezultate în cadrul conferințelor de presă simultane din întreaga lume, la 10 aprilie 2019. Conferințele de presă au prezentat prima imagine directă a unei găuri negre, unde gaura neagră supermasivă a apărut în inima galaxiei Messier 87, care se află la 55 de milioane de ani-lumină distanță de Pământ. Descoperirile științifice sunt prezentate într-o serie de șase lucrări publicate în The Astrophysical Journal.
Știința secolelor XX și XXI reprezintă eșecul platonismului de a înțelege lumea doar prin rațiune pură: descoperirile științifice din ultimul secol au un caracter contingent, iar evoluția științei este anarhică.

## Ramurile științei
Știința modernă este împărțită în general în trei ramuri majore care constau în: științele naturii, științele sociale și științele formale. Fiecare dintre aceste ramuri cuprinde diverse discipline științifice specializate, dar care se suprapun, care posedă adesea propria lor nomenclatură și expertiză. Atât științele naturale, cât și cele sociale sunt științe empirice, deoarece cunoștințele lor se bazează pe observații empirice și sunt capabile să fie testate pentru validitatea sa de către alți cercetători care lucrează în aceleași condiții.
Există, de asemenea, discipline strâns legate care folosesc știința, cum ar fi ingineria și medicina, care sunt uneori descrise ca științe aplicate. Relațiile dintre ramurile științei sunt rezumate în tabelul de mai jos.
|                      | Știință                        |                                                                  |                                                    |
| Științe formale      | Științe empirice               | Științe empirice                                                 |                                                    |
| Științe formale      | Științe naturale               | Științe sociale                                                  |                                                    |
| Științe fundamentale | Logică; Matematică; Statistică | Fizică; Chimie; Biologie; Științele Pământului; Știință spațială | Economie; Știință politică; Sociologie; Psihologie |
| Științe aplicate     | Informatică                    | Inginerie; Știință agrară; Medicină; Stomatologie; Farmacie      | Administrarea afacerilor; Jurisprudență; Pedagogie |

### Științe naturale

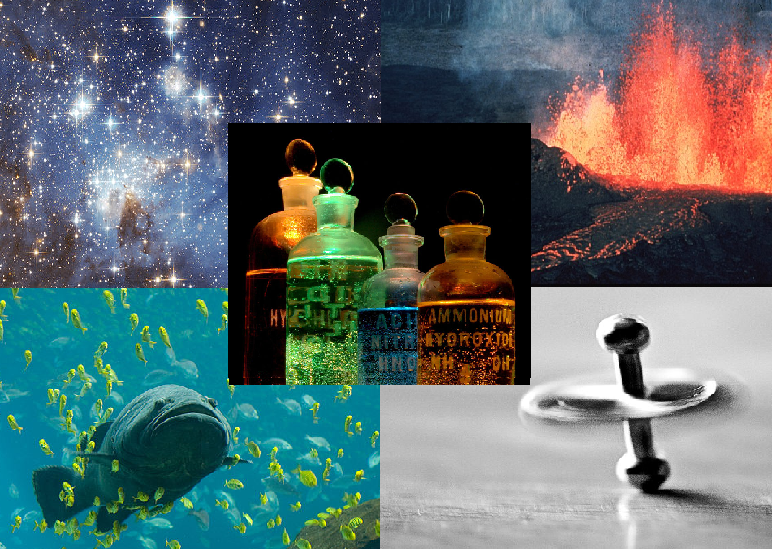
Științele naturale încearcă să înțeleagă funcționarea universului și a lumii din jurul nostru. Se pot distinge cinci ramuri principale: fizică, chimie, astronomie, geologie și biologie.

Științele naturale se ocupă cu descrierea, predicția și înțelegerea fenomenelor naturale bazate pe dovezi empirice din observație și experimentare. Poate fi împărțită în două ramuri principale: știința vieții (sau știința biologică) și știința fizică. Știința fizică este împărțită în ramuri, inclusiv fizica, chimia, astronomia și științele pământului. Aceste două ramuri pot fi împărțite în continuare în discipline mai specializate. Știința naturală modernă este succesorul filosofiei naturale care a început în Grecia antică. Galileo, Descartes, Bacon și Newton au dezbătut beneficiile utilizării unor abordări care erau mai matematice și mai experimentale într-un mod metodic. Cu toate acestea, perspectivele filosofice, conjecturile și presupunerile, adesea trecute cu vederea, rămân necesare în știința naturală. Colectarea sistematică de date, inclusiv știința descoperirii, a succedat istoria naturală, care a apărut în secolul al XVI-lea prin descrierea și clasificarea plantelor, animalelor, mineralelor ș.a. Astăzi, „istoria naturală” sugerează descrieri observaționale destinate publicului.

### Științe sociale
Știința socială este preocupată de societate și de relațiile dintre indivizi în cadrul unei societăți. Are multe ramuri printre care se numără: antropologie, arheologie, studii de comunicare, științe economice, istorie, geografie umană, jurisprudență, lingvistică, științe politice, psihologie, sănătate publică și sociologie. Oamenii de știință socială pot adopta diverse teorii filosofice pentru a studia indivizii și societatea. De exemplu, pozitiviștii folosesc metode asemănătoare cu cele ale științelor naturale ca instrumente pentru înțelegerea societății și astfel definesc știința în sensul ei strict modern. În schimb, antipozitiviștii folosesc critica socială sau interpretarea simbolică mai degrabă decât să construiască teorii empirice falsificabile și, astfel, să trateze știința în sensul său mai larg. În practica academică modernă, cercetătorii sunt adesea eclectici, folosind metodologii multiple (de exemplu, prin combinarea cercetării cantitative și calitative). Termenul „cercetare socială” a dobândit, de asemenea, un anumit grad de autonomie, deoarece practicienii din diverse discipline își împart scopurile și metodele.

### Științe formale
Știința formală este implicată în studiul sistemelor formale. Include matematica, teoria sistemelor și informatică teoretică. Științele formale împărtășesc asemănări cu celelalte două ramuri, bazându-se pe un studiu obiectiv, atent și sistematic al unei zone de cunoaștere. Cu toate acestea, sunt diferite de științele empirice, întrucât se bazează exclusiv pe raționamentul deductiv, fără a fi nevoie de dovezi empirice, pentru a-și verifica conceptele abstracte. Științele formale sunt, prin urmare, discipline a priori și, din această cauză, există dezacord în privința faptului dacă acestea constituie de fapt o știință. Cu toate acestea, științele formale joacă un rol important în științele empirice. Calculul, de exemplu, a fost inițial inventat pentru a înțelege mișcarea în fizică. Științele naturale și sociale care se bazează foarte mult pe aplicații matematice includ fizica matematică, chimia matematică, biologia matematică, finanțe matematice și economie matematică.

## Cercetare științifică
Cercetarea științifică poate fi etichetată ca cercetare fundamentală sau aplicată. Cercetarea fundamentală este căutarea de cunoștințe și cercetarea aplicată este căutarea de soluții la probleme practice, folosind aceste cunoștințe. Deși unele cercetări științifice sunt aplicate în probleme specifice, o mare parte din înțelegerea noastră provine din cercetarea de bază determinată de curiozitate. Acest lucru duce la opțiuni pentru progres tehnologic care nu au fost planificate sau, uneori, chiar imaginabile. Ideea a fost evidențiată de Michael Faraday care se presupune că la întrebarea „care este utilitatea cercetării fundamentale?” el a răspuns: „Domnule, care este utilitatea unui nou-născut?”. De exemplu, cercetarea efectelor luminii roșii asupra ochiului uman nu păreau să aibă vreun scop practic; în cele din urmă, descoperirea că vederea noastră nocturnă nu este tulburată de lumina roșie a dus ca echipele de căutare și salvare (printre altele) să adopte lumina roșie în cabina de pilotaj și elicoptere. În cele din urmă, chiar și cercetarea fundamentală poate lua turnuri neașteptate, și există un sens logic în ideea că metoda științifică este construită pentru a valorifica șansa.

### Metoda științifică

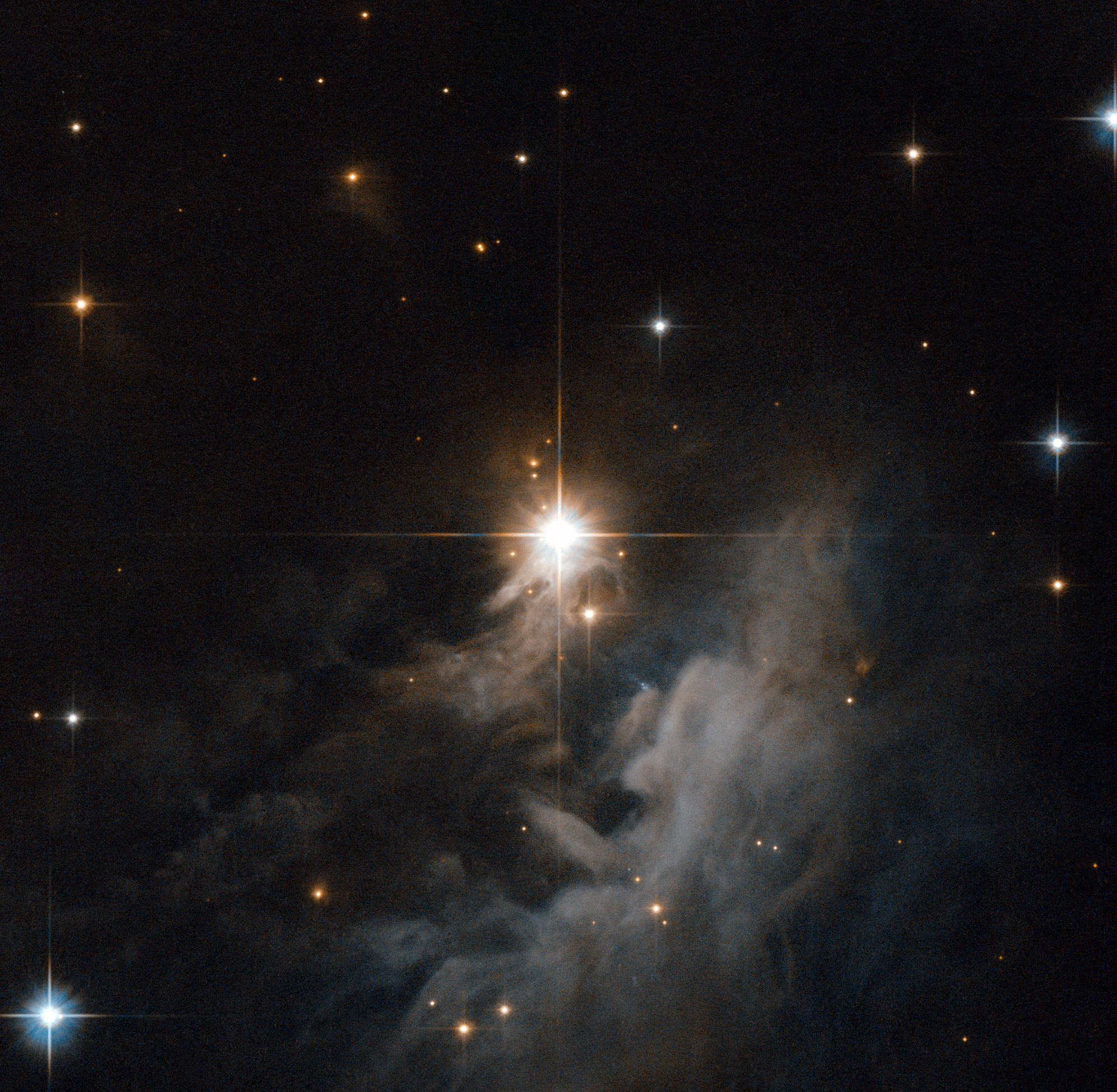
Steaua centrală IRAS 10082-5647 fotografiată de Hubble Space Telescope.

Cercetarea științifică implică utilizarea metodei științifice, care urmărește să explice în mod obiectiv evenimentele naturii într-un mod reproductibil. Un experiment sau o ipoteză de gândire explicativă este prezentat ca explicație folosind principii precum parsimonia (cunoscută și sub numele de „Briciul lui Occam”) și, în general, se așteaptă să caute concordanța dovezilor – potrivindu-se bine cu alte fapte acceptate legate de fenomene. Această nouă explicație este folosită pentru a face predicții falsificabile care sunt testabile prin experiment sau observație. Predicțiile vor fi afișate înainte de a se căuta un experiment sau o observație de confirmare, ca dovadă a faptului că nu s-a produs nici o falsificare. Contestarea unei predicții este o dovadă a progresului. Acest lucru se realizează parțial prin observarea fenomenelor naturale, dar și prin experimentarea care încearcă să simuleze evenimentele naturale în condiții controlate, corespunzător disciplinei (în științele observaționale, cum ar fi astronomia sau geologie, o observație previzionată poate lua locul unui experiment controlat). Experimentarea este deosebit de importantă în știință pentru a ajuta la stabilirea relațiilor de cauzalitate (pentru a evita eroarea de corelație).
Când o ipoteză se dovedește nesatisfăcătoare, ea este fie modificată, fie înlăturată. Dacă ipoteza a supraviețuit testării, aceasta poate fi adoptată în cadrul unei teorii științifice, a unui model logic, auto-consecvent pentru descrierea comportamentului anumitor fenomene naturale. O teorie descrie în mod obișnuit comportamentul unor seturi de fenomene mult mai largi decât o ipoteză; în mod obișnuit, un număr mare de ipoteze pot fi legate în mod logic printr-o singură teorie. Astfel, o teorie este o ipoteză care explică diverse alte ipoteze. În acest sens, teoriile sunt formulate în conformitate cu majoritatea acelorași principii științifice ca și ipotezele. Pe lângă testarea ipotezelor, oamenii de știință pot genera și un model, o încercare de a descrie sau explica fenomenul în termenii unei reprezentări logice, fizice sau matematice și de a genera noi ipoteze care pot fi testate, bazate pe fenomene observabile.
În timp ce efectuează experimente pentru a testa ipoteze, oamenii de știință pot avea o preferință pentru un rezultat față de altul, și, prin urmare, este important să ne asigurăm că știința în ansamblu poate elimina această părtinire. Acest lucru poate fi obținut printr-o proiectare experimentală atentă, transparență și un proces minuțios de evaluare colegială a rezultatelor experimentale, precum și prin orice concluzii. După ce rezultatele unui experiment sunt anunțate sau publicate, este o practică obișnuită ca cercetători independenți să verifice  modul în care a fost efectuată cercetarea și să le urmărească efectuând experimente similare pentru a determina cât de fiabile ar putea fi rezultatele. Luată în totalitate, metoda științifică permite o soluționare extrem de creativă a problemelor, reducând în același timp efectele negative ale părtinirii subiective din partea utilizatorilor săi.

### Rolul matematicii

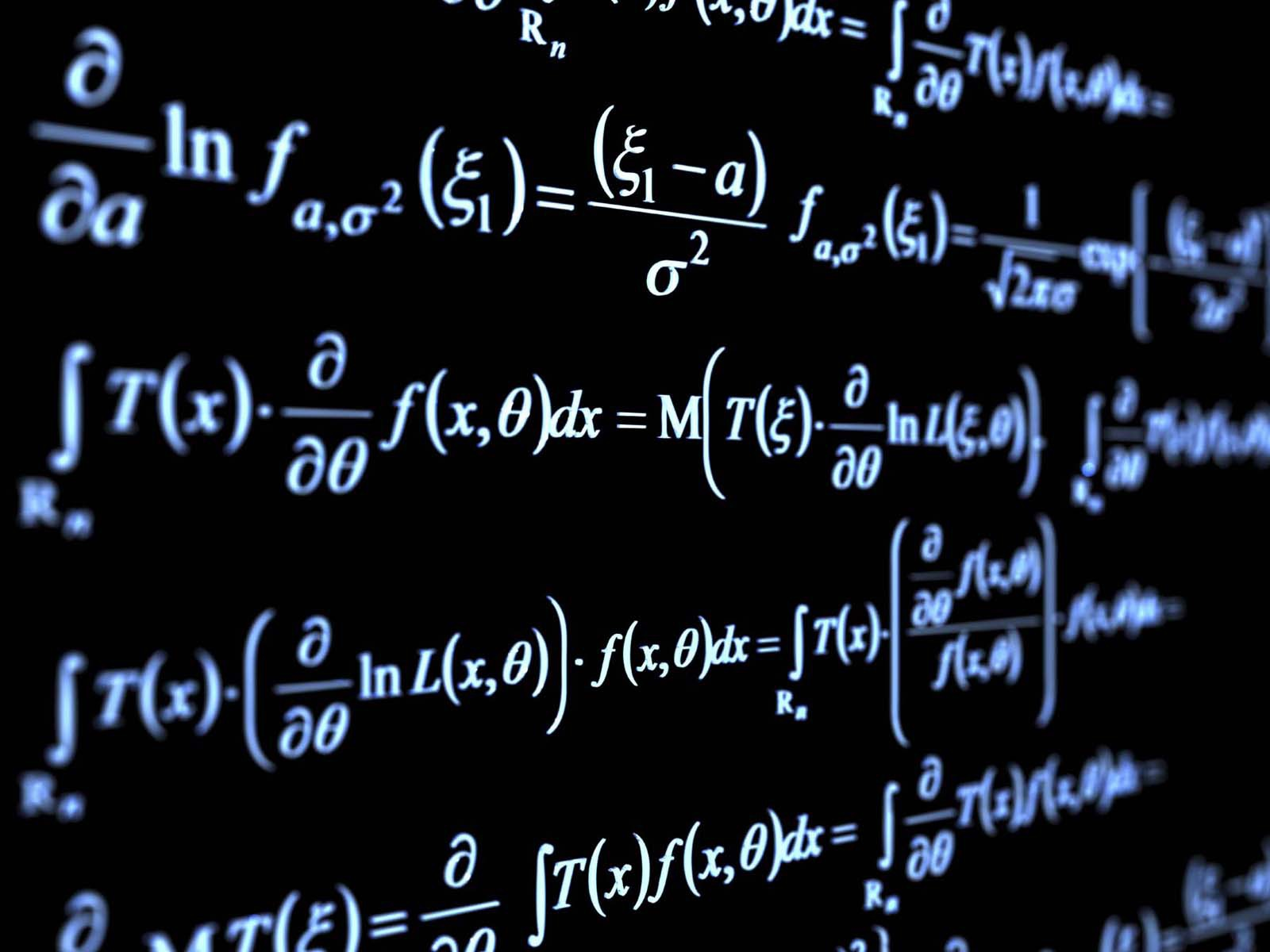
Calculul stă la baza multor științe.

Matematica este esențială în formarea ipotezelor, teoriilor și legilor în științele naturale și sociale. De exemplu, este utilizată în modelarea științifică cantitativă, care poate genera noi ipoteze și predicții care trebuie testate. De asemenea, este utilizată pe scară largă în observarea și colectarea măsurătorilor. Statistica, o ramură a matematicii, este utilizată pentru a rezuma și analiza datele, care permit oamenilor de știință să evalueze fiabilitatea și variabilitatea rezultatelor lor experimentale.
Informatica aplică puterea de calcul pentru a simula situațiile din lumea reală, permițând o mai bună înțelegere a problemelor științifice decât o poate realiza matematica formală. Conform Societății pentru Matematică Industrială și Aplicată, calculul este acum la fel de important ca teoria și experimentul în avansarea cunoștințelor științifice.

### Filosofia științei

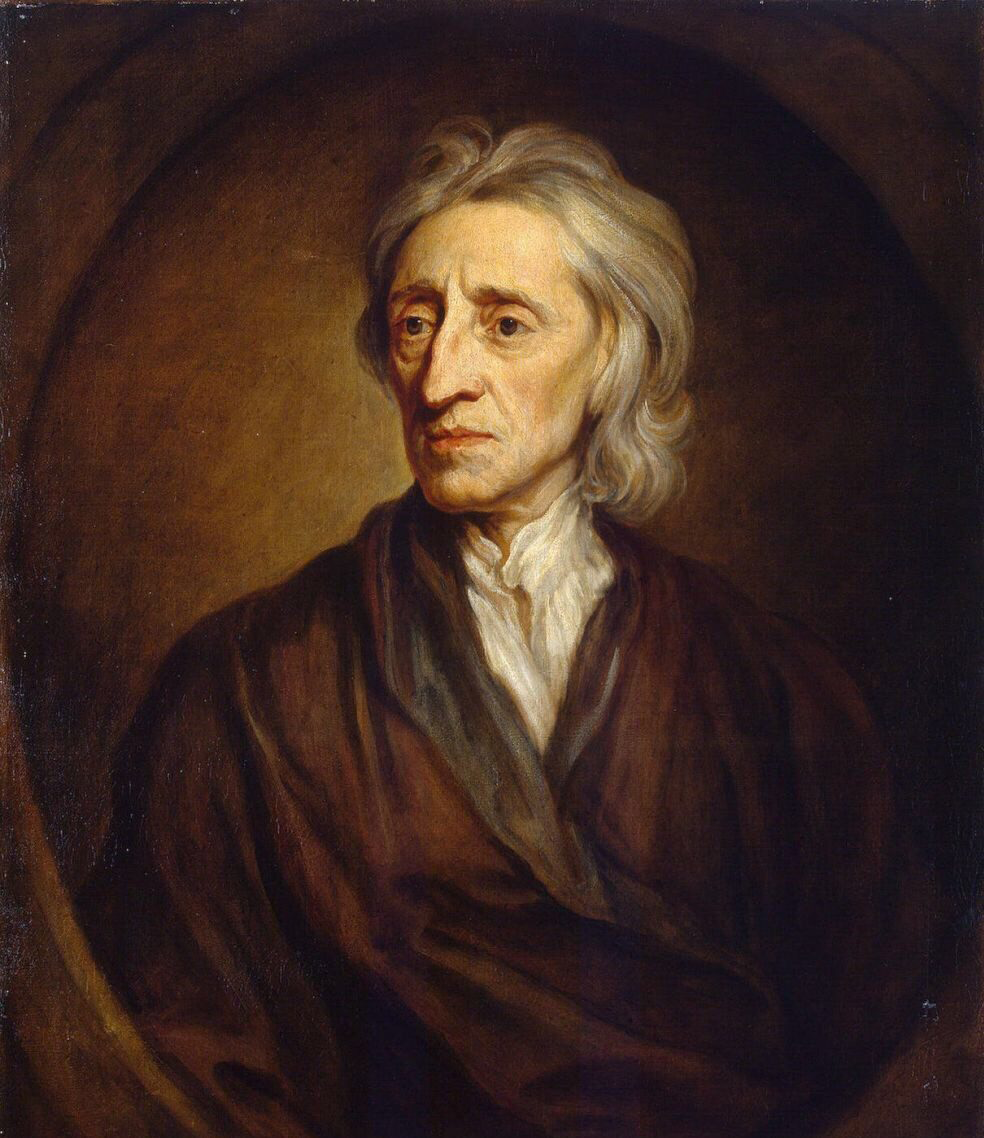
John Locke (1632–1704), un filosof de seamă al empirismului britanic.

De obicei, oamenii de știință iau un set de ipoteze de bază care sunt necesare pentru a justifica metoda științifică: (1) că există o realitate obiectivă împărtășită de toți observatorii raționali; (2) că această realitate obiectivă este guvernată de legi naturale; (3) că aceste legi pot fi descoperite prin intermediul observației și experimentării sistematice. Filosofia științei urmărește o înțelegere profundă a ceea ce înseamnă aceste ipoteze de bază și dacă sunt valabile.
Credința că teoriile științifice ar trebui și ar reprezenta realitatea metafizică este cunoscută sub numele de realism. Este în contrastat cu antirealismul, care menține un scepticism în ceea ce privește lumea fizică, argumentând fie: 1) că nimic nu există în afara minții sau 2) că nu am avea acces la o realitate independentă de minte, chiar dacă aceasta există. Într-o viziune idealistă asupra lumii, ceea ce este adevărat pentru o minte nu trebuie să fie adevărat pentru alte minți.
Există diferite școli de gândire în filosofia științei. Cea mai populară poziție este empirismul, care susține că cunoașterea este creată printr-un proces care implică observația și că teoriile științifice sunt rezultatul generalizărilor din astfel de observații. Empirismul cuprinde inductivismul, o poziție care încearcă să explice modul în care teoriile generale pot fi justificate prin numărul finit de observații pe care oamenii le pot face și, prin urmare, cantitatea finită de dovezi empirice disponibile pentru a confirma teoriile științifice. Acest lucru este necesar deoarece numărul de predicții pe care aceste teorii le fac este infinit, ceea ce înseamnă că ele nu pot fi cunoscute din cantitatea finită de dovezi folosind numai logica deductivă. Există multe versiuni ale empirismului, cele predominante fiind Bayesianismul și metoda ipotetico-deductivă.

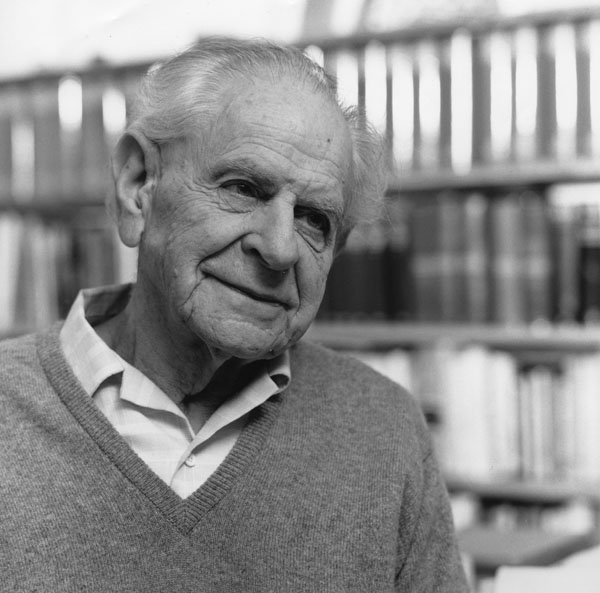
Filosoful austriaco-britanic Karl Popper (1902–1994) în 1990. Este cunoscut mai ales pentru lucrările sale de falsificare empirică.

Empirismul a fost în contrast cu raționalismul, poziție asociată inițial cu Descartes, și care afirmă că adevărul trebuie să fie determinat în virtutea forței rațiunii, nu pe baza dogmelor religioase sau a observațiilor. Raționalismul critic este o abordare contrastantă a științei din secolul XX, definită prima dată de filosoful austro-britanic Karl Popper. Popper a respins modul în care empirismul descrie legătura dintre teorie și observație. El a susținut că teoriile nu sunt generate de observație, dar că observația este făcută în lumina teoriilor și că singurul mod în care o teorie poate fi afectată de observație este atunci când intră în conflict cu ea. Popper a propus înlocuirea verificabilității cu falsificabilitatea ca reper al teoriilor științifice și înlocuirea inducției cu falsificarea ca metodă empirică. Popper a mai susținut că există de fapt o singură metodă universală, care nu este specifică științei: metoda negativă a criticismului, încercare și eroare.  Aceasta acoperă toate produsele minții umane, inclusiv știința, matematica, filosofia, și arta.
O altă abordare, instrumentalismul, denumit colocvial „taci și calculează” subliniază utilitatea teoriilor ca instrumente pentru explicarea și prezicerea fenomenelor. Acesta consideră teoriile științifice ca niște cutii negre, fiind relevante doar intrarea (condițiile inițiale) și ieșirea (predicții). Entitățile teoretice și structura logică se pretind a fi ceva care ar trebui pur și simplu ignorat și despre care oamenii de știință nu ar trebui să facă tapaj (vezi interpretările mecanicii cuantice). Apropiat de instrumentalism este empirismul constructiv, potrivit căruia principalul criteriu pentru succesul unei teorii științifice este dacă ceea ce spune despre entitățile observabile este adevărat.
Thomas Kuhn a susținut că procesul de observare și evaluare are loc într-o paradigmă, un „portret” logic consistent al lumii care este în concordanță cu observațiile făcute din încadrarea ei. El a caracterizat știința normală ca fiind procesul de observare și „rezolvare a puzzle-urilor” care au loc într-o paradigmă, în timp ce știința revoluționară apare atunci când o paradigmă o depășește pe alta într-o schimbare de paradigmă. Fiecare paradigmă are propriile întrebări, scopuri și interpretări distincte. Alegerea dintre paradigme implică stabilirea a două sau mai multe „portrete” împotriva lumii și a decide ce asemănare este cea mai promițătoare. O schimbare de paradigmă apare atunci când un număr semnificativ de anomalii observaționale apar în vechea paradigmă și o nouă paradigmă are sens. Adică, alegerea unei noi paradigme se bazează pe observații, chiar dacă aceste observații sunt făcute pe fundalul vechii paradigme. Pentru Kuhn, acceptarea sau respingerea unei paradigme este un proces social, la fel ca un proces logic. Totuși, poziția lui Kuhn nu este una a relativismului.
În cele din urmă, o altă abordare citată adesea în dezbaterile despre scepticismul științific împotriva mișcărilor controversate precum „știința creației” este naturalismul metodologic. Principalul său punct este că ar trebui făcută o diferență între explicațiile naturale și cele supranaturale și că știința ar trebui restricționată metodologic la explicații naturale. Că restricția este doar metodologică (și nu ontologică) înseamnă că știința nu ar trebui să ia în considerare explicațiile supranaturale în sine, dar nici nu ar trebui să le pretindă că sunt greșite. În schimb, explicațiile supranaturale ar trebui să fie o problemă de credință personală în afara domeniului științei. Naturalismul metodologic susține că știința propriu-zisă necesită respectarea strictă a studiului empiric și verificarea independentă ca un proces pentru dezvoltarea și evaluarea corectă a explicațiilor pentru fenomenele observabile. Absența acestor standarde, apelul la autoritate, studii observaționale părtinitoare și alte erori comune sunt adesea citate de susținătorii naturalismului metodologic ca fiind caracteristic pentru non-știința pe care o critică.

#### Certitudine și știință
O teorie științifică este empirică și este întotdeauna deschisă falsificabilității dacă sunt prezentate noi dovezi. Adică, nici o teorie nu este considerată vreodată strict sigură, deoarece știința acceptă conceptul de failibilism. Filosoful Karl Popper distinge clar adevărul de certitudine. Conform lui, cunoașterea științifică „constă în căutarea adevărului”, dar „nu este căutarea certitudinii ... Toate cunoștințele umane sunt supuse erorii și, prin urmare, incerte”.
Noile cunoștințe științifice duc rareori la schimbări mari în înțelegerea noastră. Potrivit psihologului Keith Stanovich, poate că utilizarea în mass-media a cuvintelor precum „descoperire” face publicul să-și imagineze că știința dovedește în mod constant că tot ceea ce se credea odată ca fiind adevărat este fals. Deși există cazuri faimoase precum teoria relativității care a necesitat o reconceptualizare completă, acestea sunt excepții extreme. Cunoașterea în știință este obținută printr-o sinteză treptată a informațiilor din diferite experimente de către diverși cercetători din diferite ramuri ale științei; este mai mult ca o urcare decât un salt. Teoriile variază în măsura în care au fost testate și verificate, precum și acceptate în comunitatea științifică.

### Literatură științifică

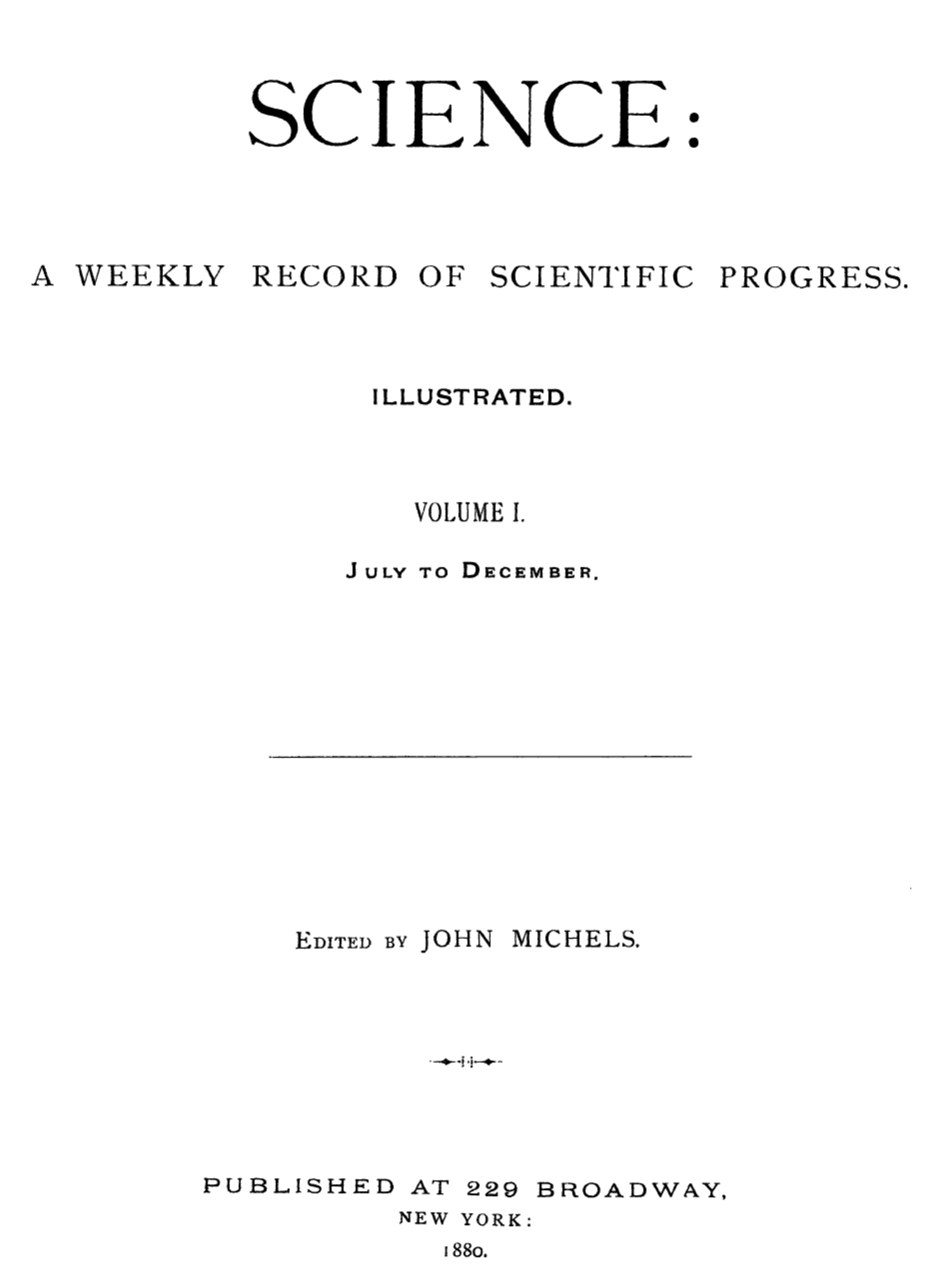
Coperta primului volum al revistei științifice Science în 1880.

Cercetarea științifică este publicată într-o gamă enormă de literatură științifică. Revistele științifice comunică și documentează rezultatele cercetărilor efectuate în universități și în alte alte instituții de cercetare, servind ca un registru arhivistic al științei. Primele reviste științifice, Journal des Sçavans, urmată de Philosophical Transactions, au început să fie publicate în 1665. De atunci, numărul total de periodice active a crescut constant. În 1981, o estimare pentru numărul de reviste științifice și tehnice publicate a fost de 11.500. Biblioteca Națională de Medicină Statele Unite ale Americii număra în anul 2011 5.516 de reviste care conțin articole pe teme legate de științele vieții. Deși revistele sunt în 39 de limbi, 91% dintre articolele sunt publicate în engleză.
Majoritatea revistelor științifice acoperă un singur domeniu științific și publică cercetarea în acel domeniu; cercetarea este exprimată în mod normal sub forma unei lucrări științifice. Știința a devenit atât de omniprezentă în societățile moderne încât, în general, se consideră necesară comunicarea realizărilor, a știrilor și a intențiilor oamenilor de știință către o populație mai largă.
Reviste științifice precum  New Scientist, Discover și Scientific American răspund nevoilor unei game mai largi de cititori și oferă un rezumat non-tehnic al domeniilor populare de cercetare, incluzând descoperiri notabile și progresele în anumite domenii de cercetare. Cărțile de știință implică interesul mult mai multor oameni. În mod tangențial, genul science-fiction angajează imaginația publică și transmite ideile, dacă nu metodele științei.
Eforturile recente de a intensifica sau dezvolta legături între știință și discipline non-științifice, cum ar fi literatura sau, mai precis, poezia, includ resursa Creative Writing Science dezvoltată prin intermediul Fondului literar regal.

### Impact practic
Descoperirile din știința fundamentală pot schimba lumea. De exemplu:
| Cercetare | Impact |
| --- | --- |
| Electricitate statică și magnetism (c. 1600) Curentul electric (sec. XVIII)                                                   | Toate aparatele electrice, dinamuri, centrale electrice, electronice moderne, inclusiv iluminat electric, televizor, încălzire electrică, stimulare magnetica transcraniană, stimulare cerebrală profundă, bandă magnetică, difuzor, busolă și paratrăznet. |
| Difracție (1665) | Optică, inclusiv cablu cu fibră optică (anii 1840), comunicații intercontinentale moderne, TV prin cablu și internet. |
| Teoria germenilor (1700) | Igienă, ceea ce a dus la scăderea transmiterii bolilor infecțioase; anticorpi, ceea ce a dus la tehnici de diagnosticare a bolii și terapii anticancer. |
| Vaccinare (1798) | A dus la eliminarea majorității bolilor infecțioase din țările dezvoltate și la eradicarea la nivel mondial a variolei. |
| Efect fotovoltaic (1839) | Celule solare (1883), inclusiv energie solară, ceasuri cu energie solară, calculatoare și alte dispozitive. |
| Ciudata orbită a lui Mercur (1859) și alte cercetări au dus la relativitatea specială (1905) și relativitatea generală (1916) | Tehnologie bazată pe satelit, cum ar fi GPS (1973), sisteme de navigație prin satelit și comunicații prin satelit.[i] |
| Unde radio (1887) | Radio-ul a devenit folosit în nenumărate moduri dincolo de zonele sale mai bine-cunoscute de telefonie, radioteleviziune (1927) și divertisment radio (1906). Alte utilizări includ - servicii de urgență, radar (navigație și prognoză meteorologică), medicină, astronomie, comunicații fără fir, geofizică și rețele fără fir. Undele radio i-au condus pe cercetători la frecvențe adiacente, cum ar fi microunde, utilizate în întreaga lume pentru încălzirea și gătirea alimentelor. |
| Radioactivitate (1896) și antimaterie (1932)                                                                                  | Tratamentul cancerului (1896), datarea radiometrică (1905), reactoarele nucleare (1942) și arme nucleare (1945), explorarea mineralelor, tomografie cu emisie pozitronică (1961) și cercetarea medicală. |
| Raze X (1896) | Imagistică medicală, inclusiv tomografie computerizată. |
| Cristalografie și mecanică cuantică (1900)                                                                                    | Dispozitive semiconductoare (1906), de aici și calculatoare și telecomunicații moderne, inclusiv integrarea cu dispozitive wireless: telefonul mobil,[i] lămpi cu LED și lasere. |
| Materiale plastice (1907) | Începând cu bachelită, multe tipuri de polimeri artificiali cu numeroase aplicări în industrie și viața de zi cu zi. |
| Antibiotice (1880s, 1928) | Salvarsan, Penicilină, Doxiciclină etc. |
| Rezonanță magnetică nucleară (anii 1930)                                                                                      | Spectroscopie de rezonanță magnetică nucleară (1946), imagistică prin rezonanță magnetică (1971), imagistica prin rezonanță magnetică funcțională (anii 1990). |

#### Pseudoștiință, știință marginală și știință falsă
Un domeniu de studiu sau speculație care se pretinde știință în încercarea de a revendica o legitimitate pe care altfel nu ar fi în stare să o realizeze este uneori denumită pseudoștiință, știință marginală sau falsă știință. Fizicianul Richard Feynman a inventat termenul „știința cultului [avioanelor] cargou”, pentru cazurile în care cercetătorii cred că fac știință doar pentru că activitățile lor au aspectul exterior al științei, dar de fapt le lipsește „un fel de onestitate totală” care permite ca rezultatele lor să fie riguros evaluate. În aceste categorii se pot încadra diverse tipuri de publicitate comercială, variind de la promovare la fraudă. Știința a fost descrisă drept „cel mai important instrument” pentru separarea revendicărilor valide de cele nevalide.
De asemenea, în dezbaterile științifice poate exista un element de partizanat politic sau ideologic. Uneori, cercetarea poate fi caracterizată drept „știință de proastă calitate”, cercetare care poate fi bine intenționată, dar este de fapt o expunere incorectă, învechită, incompletă sau prea simplificată a ideilor științifice. Termenul „fraudă științifică” se referă la situații precum cazurile în care cercetătorii au prezentat în mod intenționat datele lor publicate sau au acordat în mod intenționat credit pentru o descoperire persoanei greșite.

## Comunitatea științifică
Comunitatea științifică este grupul tuturor oamenilor de știință care interacționează, împreună cu societățile și instituțiile respective.

### Oameni de știință

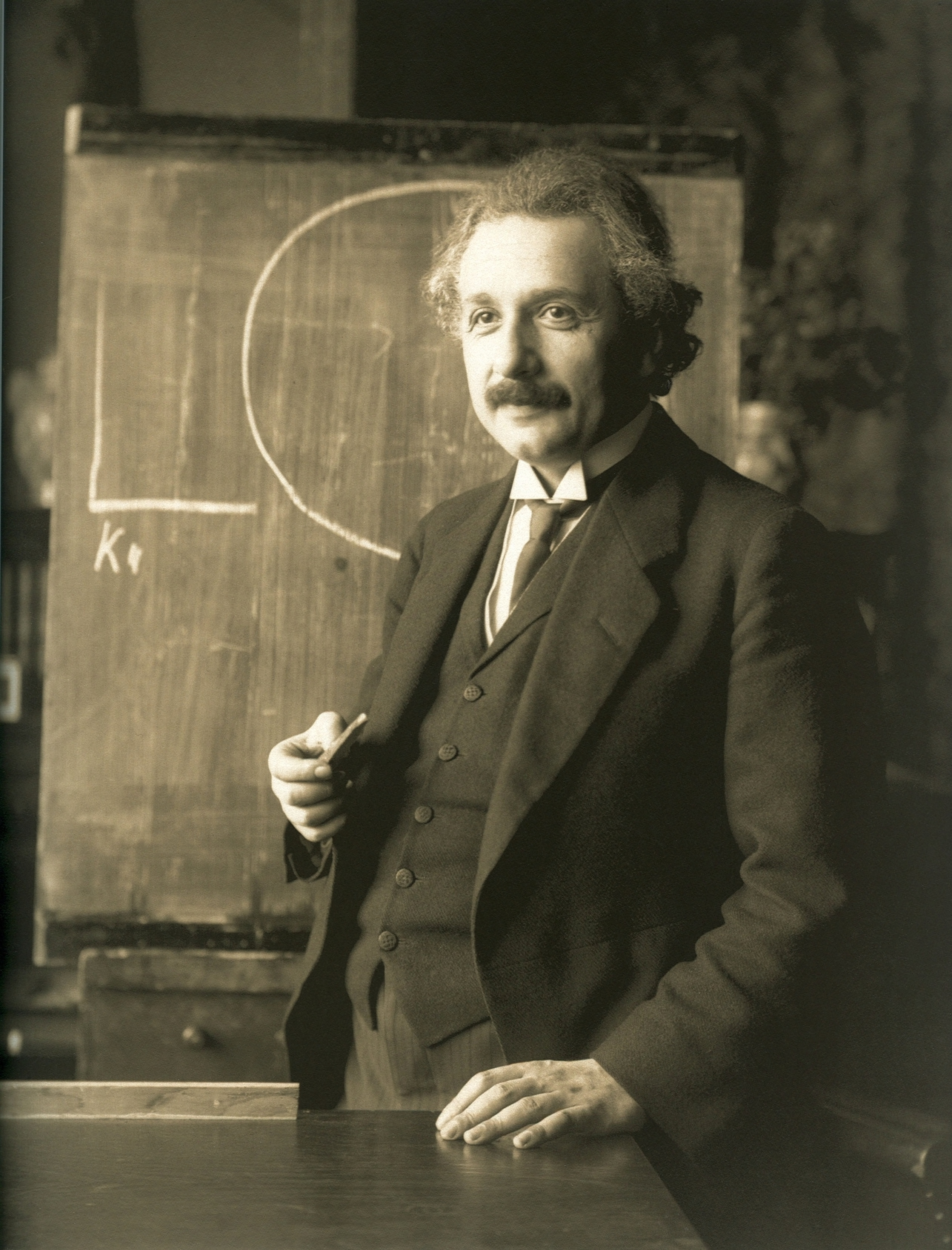
Albert Einstein (1879–1955) a dezvoltat teoria relativității. A câștigat Premiul Nobel pentru fizică în 1921 pentru munca sa în fizică teoretică.

Oamenii de știință sunt persoane care se dedică studiului științei cu rigurozitate și folosind metode științifice. Termenul de „om de știință” a fost inventat de William Whewell în 1833. În timpurile moderne, mulți oameni de știință profesioniști sunt instruiți într-un cadru academic și la finalizare, obțin o diplomă academică, gradul cel mai înalt fiind un doctorat. Mulți oameni de știință desfășoară cariere în diferite sectoare ale economiei, cum ar fi industrie, academie, guvern și organizații non-profit.
Oamenii de știință manifestă o puternică curiozitate despre realitate, unii oameni de știință având dorința de a aplica cunoștințele științifice în beneficiul sănătății, națiunilor, mediului sau industriilor. Alte motivații includ recunoașterea de către semeni și prestigiul. Premiul Nobel, un premiu prestigios, este acordat anual celor care au realizat progrese științifice în domeniile medicină, fizică, chimie și economie.

#### Femei în știință

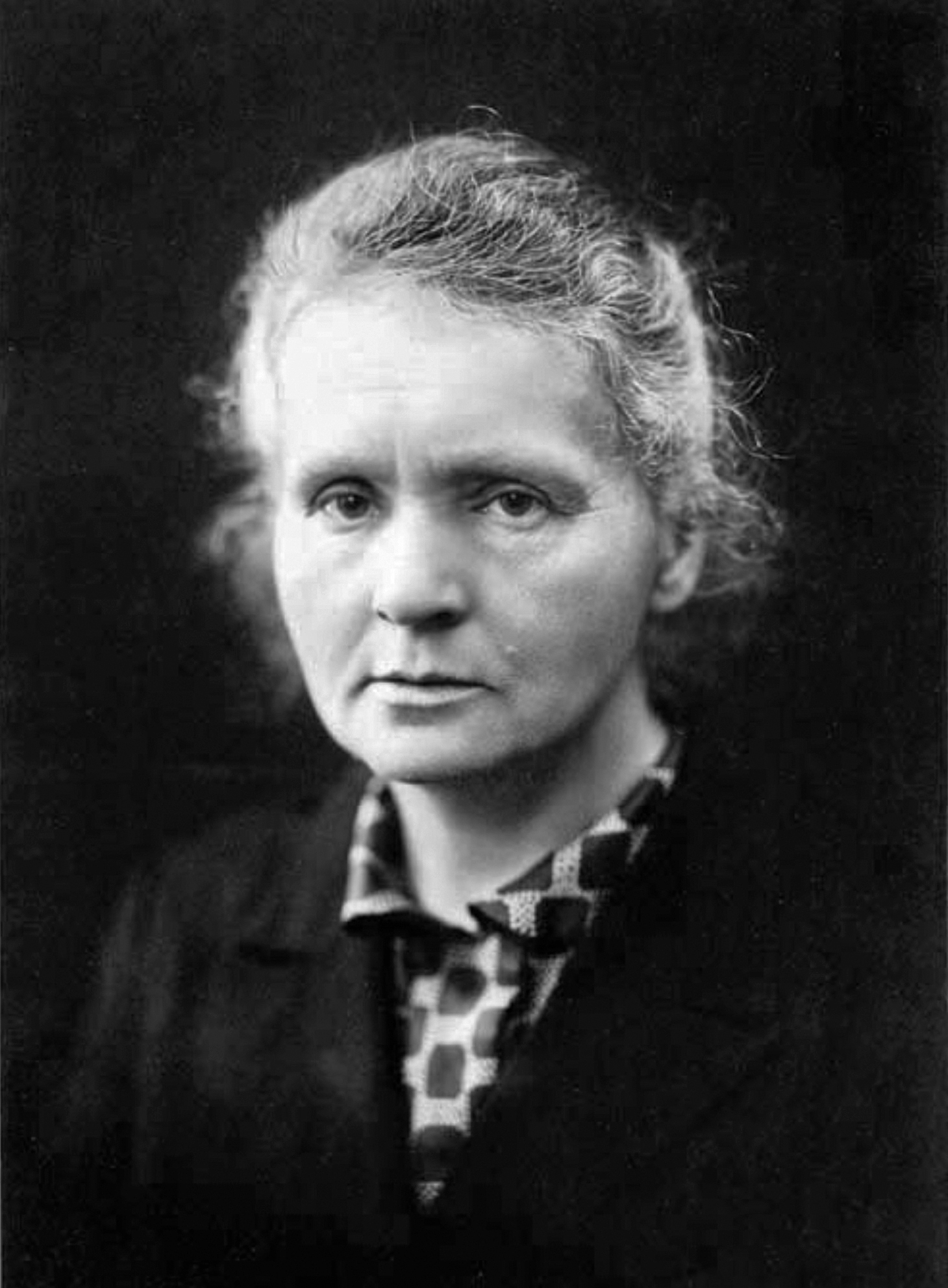
Marie Curie a fost prima persoană care a primit două premii Nobel: fizică în 1903 și chimie în 1911.

Știința a fost, din punct de vedere istoric, un domeniu dominat de bărbați, cu câteva excepții notabile. Femeile s-au confruntat cu o discriminare considerabilă în domeniul științei, la fel cum au făcut și în alte domenii ale societăților dominate de bărbați, cum ar fi: nu erau luate în considerare pentru oportunitățile de la muncă și li se refuza recunoașterea publică pentru munca lor. De exemplu, Christine Ladd (1847–1930) a putut intra într-un program de doctorat sub numele de „C. Ladd”; Christine "Kitty" Ladd a îndeplinit cerințele în 1882, dar a obținut titlul de doctor abia în 1926, după o carieră care a cuprins algebra logicii, viziunea culorilor și psihologia. Munca ei a precedat cercetători notabili precum Ludwig Wittgenstein și Charles Sanders Peirce. Realizările femeilor în știință au fost atribuite sfidării rolului lor tradițional în activitatea domestică.
La sfârșitul secolului XX, recrutarea activă a femeilor și eliminarea discriminării instituționale pe bază de sex au sporit considerabil numărul de femei de știință, dar în unele domenii rămân mari disparități de gen. La începutul secolului XXI, în Statele Unite, 50,3% din femei au obținut diplome de licență, 45,6% diplome de master și 40,7% doctori în domeniul științei și ingineriei. Ele au câștigat mai mult de jumătate din diplome în trei domenii: psihologie (aproximativ 70%), științe sociale (aproximativ 50%) și biologie (aproximativ 50-60%), însă au obținut mai puțin de jumătate din diplome la științele fizice, geologie, matematică, inginerie și informatică. Alegerea stilului de viață joacă, de asemenea, un rol major în implicarea femeilor în știință; femeile cu copii mici au un procent de 28% mai mic în a ocupa poziții de conducere din cauza problemelor de echilibru între viața profesională și viața personală, iar interesul studentelor absolvente pentru cariera în cercetare scade dramatic pe parcursul școlii absolvite, în timp ce al colegilor bărbați acesta rămâne neschimbat.

## Știința și publicul

### Politica științei

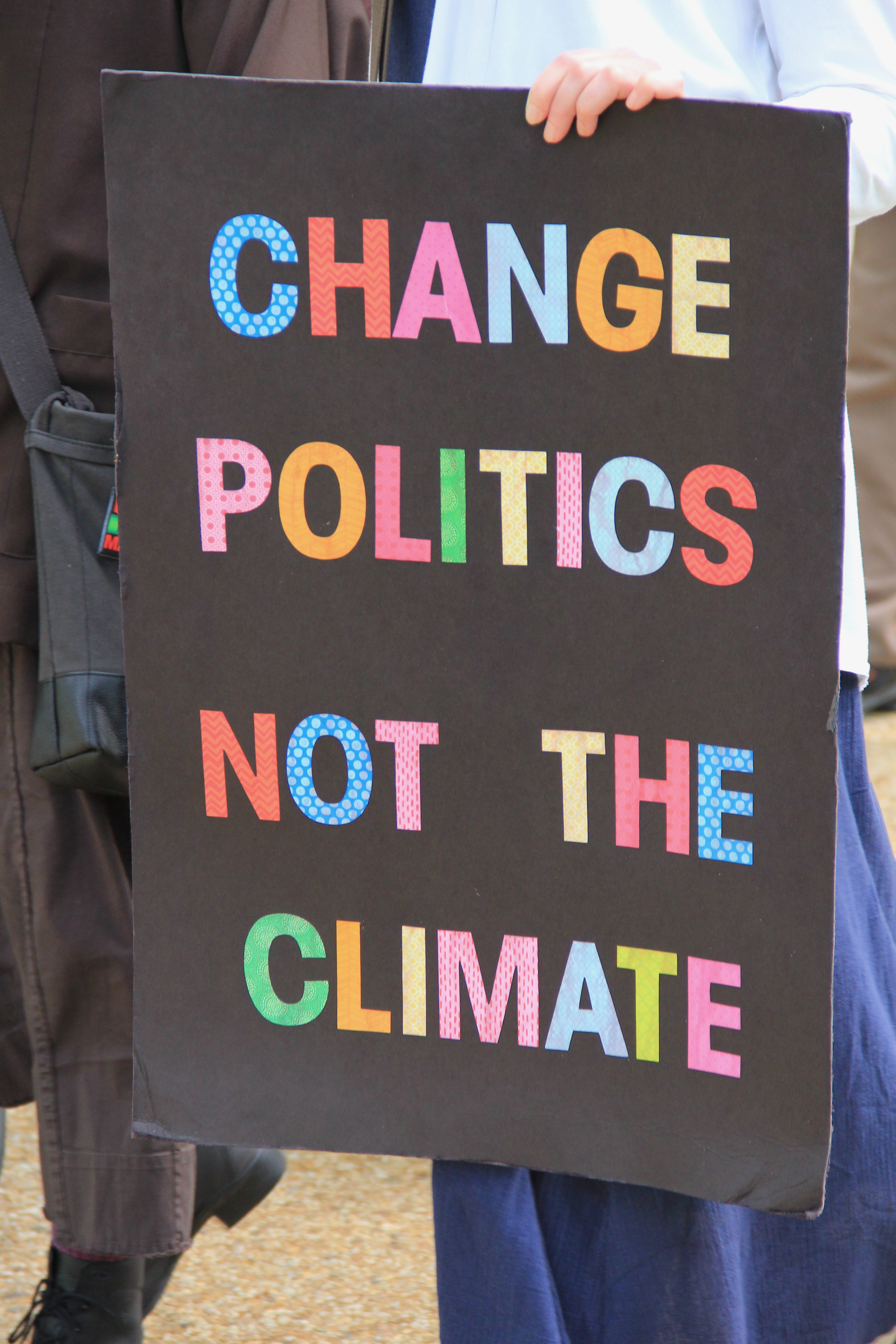
Pancartă la Marșul popular pentru climă din 2017.

Politica științei este un domeniu de politică publică având ca domeniu politicile care afectează conduita întreprinderii științifice, inclusiv finanțarea cercetării, deseori în conformitate cu alte obiective de politică națională, cum ar fi inovația tehnologică pentru promovarea dezvoltării produselor comerciale, dezvoltarea armelor, îngrijirea sănătății și monitorizarea mediului. Politica științei se referă și la actul de aplicare a cunoștințelor științifice și a consensului asupra dezvoltării politicilor publice. Astfel, politica științei tratează întregul domeniu de probleme care implică științele naturii. În conformitate cu politica publică preocupată de bunăstarea cetățenilor săi, obiectivul politicii științifice este să analizeze modul în care știința și tehnologia pot servi cel mai bine publicului.
Politica de stat a influențat finanțarea lucrărilor publice și a științei timp de mii de ani, în special în cadrul civilizațiilor cu o guvernare extrem de organizată, cum ar fi China imperială și Imperiul Roman. Printre exemple istorice importante se numără Marele Zid Chinezesc, finalizat pe parcursul a două milenii prin sprijinul de stat al mai multor dinastii, și Marele Canal al fluviului Yangtze, o imensă performanță de inginerie hidraulică începută de Sunshu Ao, Ximen Bao și Shi Chi. Această construcție datează din secolul al VI-lea î.Hr., sub dinastia Sui și este încă prezent. În China, astfel de proiecte de infrastructură și cercetare științifică susținute de stat datează cel puțin din vremea moismului, care a inspirat studiul logicii în perioada celor 100 de școli de gândire.
Politica publică poate afecta direct finanțarea echipamentelor de capital și a infrastructurii intelectuale pentru cercetarea industrială, oferind stimulente fiscale acelor organizații care finanțează cercetarea. 
Politizarea științei se realizează de obicei atunci când informațiile științifice sunt prezentate într-un mod care subliniază incertitudinea asociată dovezilor științifice. Tactici precum schimbarea subiectului, nerecunoașterea faptelor și valorificarea îndoielilor legate de consensul științific au fost folosite pentru a obține mai multă atenție pentru punctele de vedere care au fost subminate de dovezile științifice. Exemple de probleme care au implicat politizarea științei includ controversa privind încălzirea globală, efectele pesticidelor asupra sănătății și efectele tutunului asupra sănătății.

#### Finanțarea științei

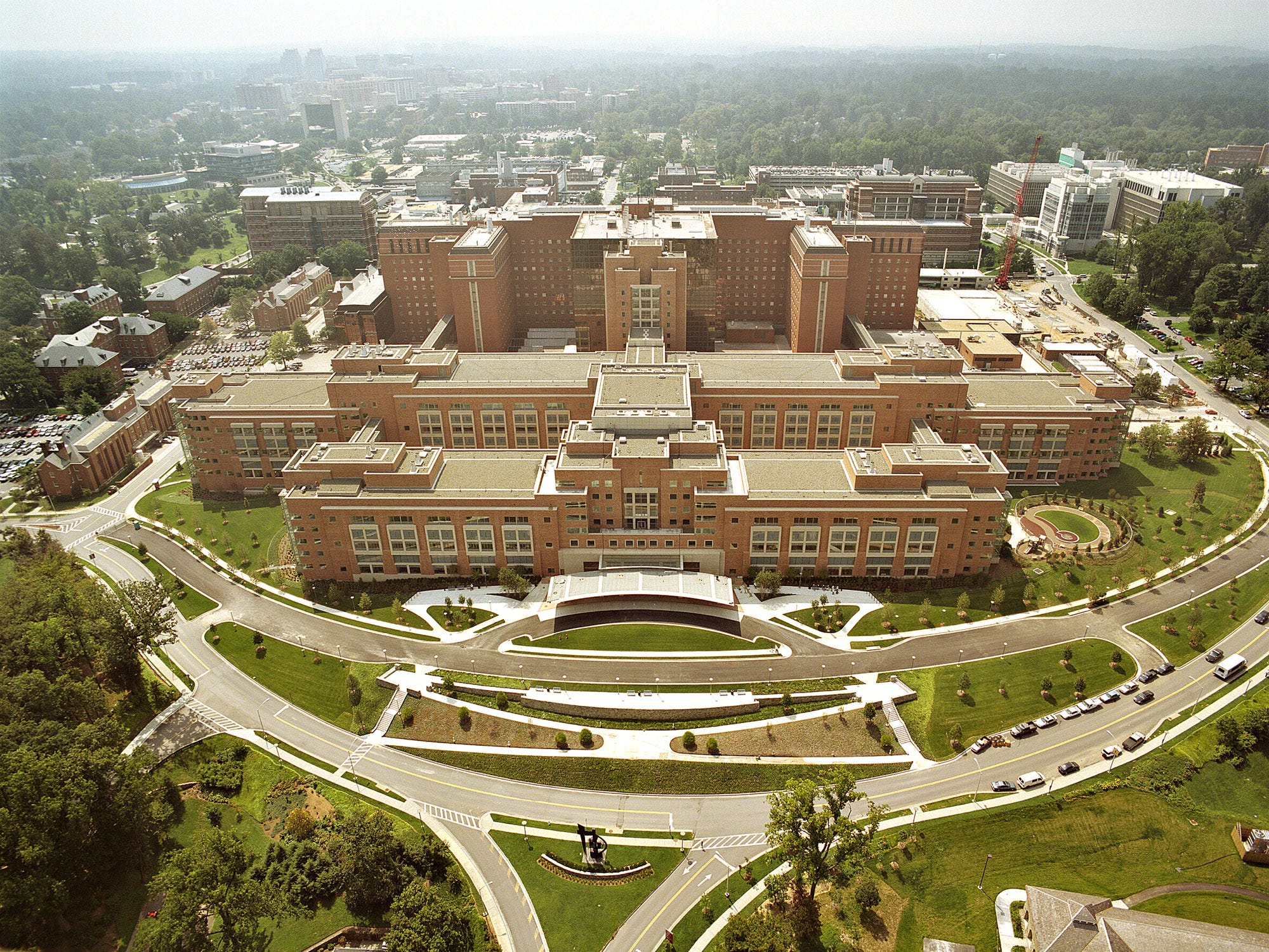
Sediul Institutului Național de Sănătate din Statele Unite

Cercetarea științifică este deseori finanțată printr-un proces concurențial în care pot fi evaluate potențialele proiecte de cercetare și numai cele mai promițătoare primesc finanțare. Astfel de procese, care sunt conduse de guvern, corporații sau fundații, alocă fonduri insuficiente.  Finanțarea totală a cercetării în majoritatea țărilor dezvoltate este cuprinsă între 1,5% și 3% din PIB. În OCDE, aproximativ două treimi din cercetare și dezvoltare în domenii științifice și tehnice sunt realizate de industrie, respectiv 20% și, respectiv, 10% de către universități și guvern. 
Multe guverne au agenții dedicate pentru a sprijini cercetarea științifică. Printre organizațiile științifice proeminente se numără: Fundația Națională a Științei în Statele Unite, Consiliul Național de Cercetări Științifice și Tehnice în Argentina, Organizația de Cercetări Științifice și Industriale a Commonwealth-ului în Australia, Centrul național de cercetare științifică în Franța, Asociația Max Planck și „Deutsche Forschungsgemeinschaft” în Germania și Consiliul Național de Cercetare în Spania. În domeniul cercetării și dezvoltării comerciale, toate corporațiile, cu excepția celor orientate spre cercetare, se concentrează mai mult pe posibilitățile de comercializare pe termen scurt, mai degrabă decât pe ideile sau tehnologiile „cerului albastru” (cum ar fi fuziunea nucleară).

### Conștientizarea publicului asupra științei
Educația științifică pentru publicul larg este inclusă în programa școlară și este completată de conținut pedagogic online (de exemplu, YouTube și Khan Academy), muzee, reviste și bloguri științifice. Înțelegerea publică a științei sau, mai recent, implicarea publicului în știință și tehnologie, este o abordare relativ nouă a sarcinii de explorare a multitudinii de relații și legături pe care știința, tehnologia și inovarea le au în rândul publicului larg.
Mijloacele de informare în masă se confruntă cu presiuni care le pot împiedica să prezinte cu acuratețe afirmațiile științifice concurente din punctul de vedere al credibilității acestora în cadrul comunității științifice în ansamblu. Determinarea ponderii pe care trebuie să o acordăm diferitelor părți într-o dezbatere științifică poate necesita o expertiză considerabilă în ceea ce privește subiectul. Puțini jurnaliști au cunoștințe științifice reale și chiar și reporterii de succes care cunosc anumite aspecte științifice pot fi ignoranți în ceea ce privește alte aspecte științifice pe care li se cere brusc să le acopere.

#### Atitudinea anti-știință
Deși metoda științifică este larg acceptată în comunitatea științifică, unele fracțiuni ale societății resping anumite poziții științifice sau sunt sceptice în privința științei. Psihologii au indicat patru factori care determină respingerea rezultatelor științifice:
- Autoritățile științifice sunt uneori considerate ca fiind inexperte, nedemne de încredere sau părtinitoare.
- Unele grupuri sociale marginalizate au atitudini împotriva științei, în parte pentru că aceste grupuri au fost adesea exploatate în experimente lipsite de etică.[169]
- Mesajele transmise de oamenii de știință pot contrazice convingeri sau moravuri existente și adânc înrădăcinate.
- Este posibil ca transmiterea unui mesaj științific să nu fie orientată în mod corespunzător către stilul de învățare al destinatarului.

Atitudinile împotriva științei par să fie adesea cauzate de teama de respingere în grupurile sociale. Astfel, oamenii pot prefera să nege un fapt acceptat științific decât să își piardă sau să își pună în pericol statutul social.

## Referinte
1. ↑  Harper, Douglas. „science”. Online Etymology Dictionary. Accesat în 20 septembrie 2014.
2. ↑  „Presentación”. Tecnología industrial II (în spaniolă). Everest Sociedad Anónima. 2014. p. 3. ISBN 9788424190538.
3. 1 2 3 4 5 6 7 8  "The historian ... requires a very broad definition of "science" – one that ... will help us to understand the modern scientific enterprise. We need to be broad and inclusive, rather than narrow and exclusive ... and we should expect that the farther back we go [in time] the broader we will need to be."  p.3—Lindberg, David C. (2007). „Science before the Greeks”. The beginnings of Western science: the European Scientific tradition in philosophical, religious, and institutional context (ed. Second). Chicago, Illinois: University of Chicago Press. pp. 1–27. ISBN 978-0-226-48205-7.
4. 1 2 3  Grant, Edward (2007). „Ancient Egypt to Plato”. A History of Natural Philosophy: From the Ancient World to the Nineteenth Century (ed. First). New York, New York: Cambridge University Press. pp. 1–26. ISBN 978-052-1-68957-1.
5. 1 2 3  Lindberg, David C. (2007). „The revival of learning in the West”. The beginnings of Western science: the European Scientific tradition in philosophical, religious, and institutional context (ed. Second). Chicago, Illinois: University of Chicago Press. pp. 193–224. ISBN 978-0-226-48205-7.
6. ↑  Lindberg, David C. (2007). „Islamic science”. The beginnings of Western science: the European Scientific tradition in philosophical, religious, and institutional context (ed. Second). Chicago, Illinois: University of Chicago Press. pp. 163–92. ISBN 978-0-226-48205-7.
7. ↑  Lindberg, David C. (2007). „The recovery and assimilation of Greek and Islamic science”. The beginnings of Western science: the European Scientific tradition in philosophical, religious, and institutional context (ed. 2nd). Chicago, Illinois: University of Chicago Press. pp. 225–53. ISBN 978-0-226-48205-7.
8. 1 2  Principe, Lawrence M. (2011). „Introduction”. Scientific Revolution: A Very Short Introduction (ed. First). New York, New York: Oxford University Press. pp. 1–3. ISBN 978-0-199-56741-6.
9. ↑  Lindberg, David C. (1990). „Conceptions of the Scientific Revolution from Baker to Butterfield: A preliminary sketch”.  În David C. Lindberg; Robert S. Westman. Reappraisals of the Scientific Revolution (ed. First). Chicago, Illinois: Cambridge University Press. pp. 1–26. ISBN 978-0-521-34262-9.
10. ↑  Lindberg, David C. (2007). „The legacy of ancient and medieval science”. The beginnings of Western science: the European Scientific tradition in philosophical, religious, and institutional context (ed. 2nd). Chicago, Illinois: University of Chicago Press. pp. 357–368. ISBN 978-0-226-48205-7.
11. ↑  Del Soldato, Eva (2016).  Zalta, Edward N., ed. The Stanford Encyclopedia of Philosophy (ed. Fall 2016). Metaphysics Research Lab, Stanford University.
12. ↑  Grant, Edward (2007). „Transformation of medieval natural philosophy from the early period modern period to the end of the nineteenth century”. A History of Natural Philosophy: From the Ancient World to the Nineteenth Century (ed. First). New York, New York: Cambridge University Press. pp. 274–322. ISBN 978-052-1-68957-1.
13. ↑  Cahan, David, ed. (2003). From Natural Philosophy to the Sciences: Writing the History of Nineteenth-Century Science. Chicago, Illinois: University of Chicago Press. ISBN 978-0-226-08928-7.
14. ↑  The Oxford English Dictionary dates the origin of the word "scientist" to 1834.
15. 1 2  Lightman, Bernard (2011). „13. Science and the Public”.  În Shank, Michael; Numbers, Ronald; Harrison, Peter. Wrestling with Nature : From Omens to Science. Chicago: University of Chicago Press. p. 367. ISBN 978-0226317830.
16. ↑  Harrison, Peter (2015). The Territories of Science and Religion. Chicago: University of Chicago Press. pp. 164–165. ISBN 9780226184517. The changing character of those engaged in scientific endeavors was matched by a new nomenclature for their endeavors. The most conspicuous marker of this change was the replacement of "natural philosophy" by "natural science". In 1800 few had spoken of the "natural sciences" but by 1880, this expression had overtaken the traditional label "natural philosophy". The persistence of "natural philosophy" in the twentieth century is owing largely to historical references to a past practice (see figure 11). As should now be apparent, this was not simply the substitution of one term by another, but involved the jettisoning of a range of personal qualities relating to the conduct of philosophy and the living of the philosophical life.
17. 1 2  Bishop, Alan (1991). „Environmental activities and mathematical culture”. Mathematical Enculturation: A Cultural Perspective on Mathematics Education. Norwell, Massachusetts: Kluwer Academic Publishers. pp. 20–59. ISBN 978-0-792-31270-3.
18. 1 2  Bunge, Mario (1998). „The Scientific Approach”. Philosophy of Science: Volume 1, From Problem to Theory. 1 (ed. revised). New York, New York: Routledge. pp. 3–50. ISBN 978-0-765-80413-6.
19. 1 2  Fetzer, James H. (2013). „Computer reliability and public policy: Limits of knowledge of computer-based systems”. Computers and Cognition: Why Minds are not Machines (ed. 1st). Newcastle, United Kingdom: Kluwer Academic Publishers. pp. 271–308. ISBN 978-1-443-81946-6.
20. ↑  Fischer, M.R.; Fabry, G (2014). „Thinking and acting scientifically: Indispensable basis of medical education”. GMS Zeitschrift für Medizinische Ausbildung. 31 (2): Doc24. doi:10.3205/zma000916. PMC 4027809 . PMID 24872859.
21. ↑  Abraham, Reem Rachel (2004). „Clinically oriented physiology teaching: strategy for developing critical-thinking skills in undergraduate medical students”. Advances in Physiology Education. 28 (3): 102–04. doi:10.1152/advan.00001.2004. ISSN 1043-4046. PMID 15319191.
22. ↑  Sinclair, Marius. „On the Differences between the Engineering and Scientific Methods”. The International Journal of Engineering Education.
23. ↑  „Engineering Technology :: Engineering Technology :: Purdue School of Engineering and Technology, IUPUI”. www.engr.iupui.edu. Arhivat din original la 3 septembrie 2018. Accesat în 7 septembrie 2018.
24. ↑  „science”. Merriam-Webster Online Dictionary. Merriam-Webster, Inc. Arhivat din original la 1 septembrie 2019. Accesat în 16 octombrie 2011.
25. 1 2  Emanuele Severino, Legge e caso, pag. 13, Adelphi, Milano 1979.
26. ↑  Josef Seifert, AA.VV., in L'uomo alla ricerca della verità: filosofia, scienza, teologia, pag. 33, Vita e Pensiero, 2005.
27. ↑  Julien Ries, La scienza delle religioni: storia, storiografia, problemi e metodi, pag. 411, Jaca Book, 2008.
28. 1 2  Simone Zacchini, La collana di armonia: Kant, Poincaré, Feyerabend e la crisi dell'episteme, pag. 130, FrancoAngeli, 2010.
29. ↑  Grant, Edward (1 ianuarie 1997). „History of Science: When Did Modern Science Begin?”. The American Scholar. 66 (1): 105–113.
30. 1 2  "... modern science is a discovery as well as an invention. It was a discovery that nature generally acts regularly enough to be described by laws and even by mathematics; and required invention to devise the techniques, abstractions, apparatus, and organization for exhibiting the regularities and securing their law-like descriptions."— p.vii Heilbron, J.L. (editor-in-chief) (2003). „Preface”. The Oxford Companion to the History of Modern Science. New York: Oxford University Press. pp. vii–X. ISBN 978-0-19-511229-0.
31. ↑  Pingree, David (decembrie 1992). „Hellenophilia versus the History of Science”. Isis. 83 (4): 554–63. Bibcode:1992Isis...83..554P. doi:10.1086/356288.
32. ↑  Sima Qian (司馬遷, d. 86 BCE) in his Records of the Grand Historian (太史公書) covering some 2500 years of Chinese history, records Sunshu Ao (孫叔敖, fl. c. 630–595 BCE – Zhou dynasty), the first known hydraulic engineer of China, cited in (Joseph Needham et al. (1971) Science and Civilisation in China 4.3 p. 271) as having built a reservoir which has lasted to this day.
33. ↑  Rochberg, Francesca (2011). „Ch.1 Natural Knowledge in Ancient Mesopotamia”.  În Shank, Michael; Numbers, Ronald; Harrison, Peter. Wrestling with Nature : From Omens to Science. Chicago: University of Chicago Press. p. 9. ISBN 978-0-226-31783-0.
34. 1 2 3 4 5  McIntosh, Jane R. (2005). Ancient Mesopotamia: New Perspectives. Santa Barbara, California, Denver, Colorado, and Oxford, England: ABC-CLIO. pp. 273–76. ISBN 978-1-57607-966-9.
35. ↑  A. Aaboe (2 mai 1974). „Scientific Astronomy in Antiquity”. Philosophical Transactions of the Royal Society. 276 (1257): 21–42. Bibcode:1974RSPTA.276...21A. doi:10.1098/rsta.1974.0007.
36. ↑  R D. Biggs (2005). „Medicine, Surgery, and Public Health in Ancient Mesopotamia”. Journal of Assyrian Academic Studies. 19 (1): 7–18.
37. ↑  Lehoux, Daryn (2011). „2. Natural Knowledge in the Classical World”.  În Shank, Michael; Numbers, Ronald; Harrison, Peter. Wrestling with Nature : From Omens to Science. Chicago: University of Chicago Press. p. 39. ISBN 978-0226317830.
38. ↑  See the quotation in Homer (8th century BCE) Odyssey 10.302–03
39. ↑  "Progress or Return" in An Introduction to Political Philosophy: Ten Essays by Leo Strauss (Expanded version of Political Philosophy: Six Essays by Leo Strauss, 1975.) Ed. Hilail Gilden. Detroit: Wayne State UP, 1989.
40. ↑  Mitchell, Jacqueline S. (18 februarie 2003). „The Origins of Science”. Scientific American Frontiers. PBS. Arhivat din original la 3 martie 2003. Accesat în 3 noiembrie 2016.
41. ↑  Cropsey; Strauss (ed.). History of Political Philosophy (ed. 3rd). p. 209.
42. ↑  O'Grady, Patricia F. (2016). Thales of Miletus: The Beginnings of Western Science and Philosophy. New York City, New York and London, England: Routledge. p. 245. ISBN 978-0-7546-0533-1.
43. 1 2  Burkert, Walter (1 iunie 1972). Lore and Science in Ancient Pythagoreanism. Cambridge, Massachusetts: Harvard University Press. ISBN 978-0-674-53918-1. Arhivat din original la 29 ianuarie 2018.
44. ↑  Pullman, Bernard (1998). The Atom in the History of Human Thought. pp. 31–33. Bibcode:1998ahht.book.....P. ISBN 978-0-19-515040-7.
45. ↑  Cohen, Henri; Lefebvre, Claire, ed. (2017). Handbook of Categorization in Cognitive Science (ed. Second). Amsterdam, The Netherlands: Elsevier. p. 427. ISBN 978-0-08-101107-2.
46. ↑  Margotta, Roberto (1968). The Story of Medicine. New York City, New York: Golden Press.
47. ↑  Touwaide, Alain (2005).  Glick, Thomas F.; Livesey, Steven; Wallis, Faith, ed. Medieval Science, Technology, and Medicine: An Encyclopedia. New York City, New York and London, England: Routledge. p. 224. ISBN 978-0-415-96930-7.
48. ↑  Leff, Samuel; Leff, Vera (1956). From Witchcraft to World Health. London, England: Macmillan.
49. ↑  „Plato, Apology”. p. 17. Arhivat din original la 29 ianuarie 2018. Accesat în 1 noiembrie 2017.
50. ↑  „Plato, Apology”. p. 27. Arhivat din original la 29 ianuarie 2018. Accesat în 1 noiembrie 2017.
51. ↑  „Plato, Apology, section 30”. Perseus Digital Library. Tufts University. 1966. Arhivat din original la 27 ianuarie 2017. Accesat în 1 noiembrie 2016.
52. ↑  Aristotle. Nicomachean Ethics (ed. H. Rackham). Arhivat din original la 17 martie 2012. Accesat în 22 septembrie 2010. 1139b
53. 1 2  McClellan III, James E.; Dorn, Harold (2015). Science and Technology in World History: An Introduction. Baltimore, Maryland: Johns Hopkins University Press. pp. 99–100. ISBN 978-1-4214-1776-9.
54. 1 2 3  Edwards, C.H. Jr. (1979). The Historical Development of the Calculus (ed. First). New York City, New York: Springer-Verlag. p. 75. ISBN 978-0-387-94313-8.
55. 1 2  Lawson, Russell M. (2004). Science in the Ancient World: An Encyclopedia. Santa Barbara, California: ABC-CLIO. pp. 190–91. ISBN 978-1-85109-539-1.
56. ↑  Murphy, Trevor Morgan (2004). Pliny the Elder's Natural History: The Empire in the Encyclopedia. Oxford, England: Oxford University Press. p. 1. ISBN 9780199262885.
57. ↑  Doode, Aude (2010). Pliny's Encyclopedia: The Reception of the Natural History. Cambridge, England: Cambridge University Press. p. 1. ISBN 9781139484534.
58. 1 2  Lindberg, David C. (2007). „Roman and early medieval science”. The beginnings of Western science: the European Scientific tradition in philosophical, religious, and institutional context (ed. Second). Chicago, Illinois: University of Chicago Press. pp. 132–162. ISBN 978-0-226-48205-7.
59. ↑  Wildberg, Christian (1 mai 2018).  Zalta, Edward N., ed. The Stanford Encyclopedia of Philosophy. Metaphysics Research Lab, Stanford University  – via Stanford Encyclopedia of Philosophy.
60. ↑  Aristotle, Physics II, 3, and Metaphysics V, 2
61. ↑  Grant, Edward (1996). The Foundations of Modern Science in the Middle Ages: Their Religious, Institutional and Intellectual Contexts. Cambridge Studies in the History of Science. Cambridge University Press. pp. 7–17. ISBN 978-0521567626.
62. 1 2  Grant, Edward (2007). „Islam and the eastward shift of Aristotelian natural philosophy”. A History of Natural Philosophy: From the Ancient World to the Nineteenth Century. Cambridge University Press. pp. 62–67. ISBN 978-0-521-68957-1.
63. ↑  The Cambridge history of Iran. Fisher, W.B. (William Bayne). Cambridge: University Press. 1968. ISBN 978-0521200936. OCLC 745412.
64. ↑  Smith, A. Mark (iunie 2004). „What is the History of Medieval Optics Really About?”. Proceedings of the American Philosophical Society. 148 (2): 180–94. JSTOR 1558283. PMID 15338543.
65. ↑  „Bayt al-Hikmah”. Encyclopædia Britannica. Arhivat din original la 4 noiembrie 2016. Accesat în 3 noiembrie 2016.
66. ↑  Klein-Frank, F. Al-Kindi. In Leaman, O & Nasr, H (2001). History of Islamic Philosophy. London: Routledge. p. 165. Felix Klein-Frank (2001) Al-Kindi, pp. 166–67. In Oliver Leaman & Hossein Nasr. History of Islamic Philosophy. London: Routledge.
67. ↑  „Science in Islam”. Oxford Dictionary of the Middle Ages. 2009.
68. ↑  Toomer, G.J. (1964). „Reviewed work: Ibn al-Haythams Weg zur Physik, Matthias Schramm”. Isis. 55 (4): 463–65. doi:10.1086/349914. See p. 464: "Schramm sums up [Ibn Al-Haytham's] achievement in the development of scientific method.", p. 465: "Schramm has demonstrated .. beyond any dispute that Ibn al-Haytham is a major figure in the Islamic scientific tradition, particularly in the creation of experimental techniques." p. 465: "only when the influence of ibn al-Haytam and others on the mainstream of later medieval physical writings has been seriously investigated can Schramm's claim that ibn al-Haytam was the true founder of modern physics be evaluated."
69. ↑  Selin, H (2006). Encyclopaedia of the History of Science, Technology, and Medicine in Non-Western Cultures. pp. 155–156. Bibcode:2008ehst.book.....S. ISBN 978-1-4020-4559-2.
70. ↑  Numbers, Ronald (2009). Galileo Goes to Jail and Other Myths about Science and Religion. Harvard University Press. p. 45. ISBN 978-0-674-03327-6.
71. ↑  Shwayder, Maya (7 aprilie 2011). „Debunking a myth”. The Harvard Gazette. Accesat în 11 mai 2019.
72. ↑  Smith 2001.
73. ↑  McGinnis, Jon (2010). The Canon of Medicine. Oxford University. p. 227.
74. ↑  Lindberg, David (1992). The Beginnings of Western Science. University of Chicago Press. p. 162. ISBN 9780226482040.
75. ↑  „St. Albertus Magnus | German theologian, scientist, and philosopher”. Arhivat din original la 28 octombrie 2017. Accesat în 27 octombrie 2017.
76. ↑  Smith, A. Mark (2001). „Alhacen's Theory of Visual Perception: A Critical Edition, with English Translation and Commentary, of the First Three Books of Alhacen's "De aspectibus", the Medieval Latin Version of Ibn al-Haytham's "Kitāb al-Manāẓir": Volume One”. Transactions of the American Philosophical Society. 91 (4): i–337.
77. 1 2  Smith, A. Mark (1981). „Getting the Big Picture in Perspectivist Optics”. Isis. 72 (4): 568–89. doi:10.1086/352843. PMID 7040292.
78. ↑  Goldstein, Bernard R (2016). „Copernicus and the Origin of his Heliocentric System”. Journal for the History of Astronomy. 33 (3): 219–35. doi:10.1177/002182860203300301.
79. ↑  Cohen, H. Floris (2010). How modern science came into the world. Four civilizations, one 17th-century breakthrough (ed. Second). Amsterdam: Amsterdam University Press. ISBN 9789089642394.
80. ↑  „Galileo and the Birth of Modern Science”. American Heritage of Invention and Technology. 24.
81. ↑  van Helden, Al (1995). „Pope Urban VIII”. The Galileo Project. Arhivat din original la 11 noiembrie 2016. Accesat în 3 noiembrie 2016.
82. ↑  MacTutor Archive, Gottfried Wilhelm von Leibniz
83. ↑  Freudenthal, Gideon; McLaughlin, Peter (20 mai 2009). The Social and Economic Roots of the Scientific Revolution: Texts by Boris Hessen and Henryk Grossmann. Springer Science & Business Media. ISBN 9781402096044.
84. ↑  Thomas G. Bergin (ed.), Encyclopedia of the Renaissance (Oxford and New York: New Market Books, 1987).
85. ↑  see Hall (1954), iii; Mason (1956), 223.
86. ↑  M. Magnusson (10 noiembrie 2003), „Review of James Buchan, Capital of the Mind: how Edinburgh Changed the World”, New Statesman, arhivat din original la 6 iunie 2011, accesat în 27 aprilie 2014
87. ↑  Swingewood, Alan (1970). „Origins of Sociology: The Case of the Scottish Enlightenment”. The British Journal of Sociology. 21 (2): 164–180. doi:10.2307/588406. JSTOR 588406.
88. ↑  M. Fry, Adam Smith's Legacy: His Place in the Development of Modern Economics (Routledge, 1992).
89. ↑  Consult Maxwell's 'Electricity and Magnetism,1 Vol. II, Chap. xx
90. ↑  Ross, Sydney (1962). „Scientist: The story of a word” (PDF). Annals of Science. 18 (2): 65–85. doi:10.1080/00033796200202722. Accesat în 8 martie 2011. To be exact, the person who coined the term scientist was referred to in Whewell 1834 only as "some ingenious gentleman." Ross added a comment that this "some ingenious gentleman" was Whewell himself, without giving the reason for the identification. Ross 1962, p. 72.
91. ↑  Padian, Kevin (2008). „Darwin's enduring legacy”. Nature. 451 (7179): 632–634. Bibcode:2008Natur.451..632P. doi:10.1038/451632a . PMID 18256649.
92. ↑  Henig (2000). Op. cit. pp. 134–138.
93. ↑  Leahey, Thomas Hardy (2018). „The psychology of consciousness”. A History of Psychology: From Antiquity to Modernity (ed. 8th). New York, NY: Routledge. pp. 219–253. ISBN 978-1-138-65242-2.
94. ↑  Futuyma & Kirkpatrick 2017, pp. 3–26, Chapter 1: Evolutionary Biology.
95. ↑  Naidoo, Nasheen; Pawitan, Yudi; Soong, Richie; Cooper, David N.; Ku, Chee-Seng (octombrie 2011). „Human genetics and genomics a decade after the release of the draft sequence of the human genome”. Human Genomics. 5 (6): 577–622. doi:10.1186/1479-7364-5-6-577. PMC 3525251 . PMID 22155605.
96. ↑  Rashid, S. Tamir; Alexander, Graeme J.M. (martie 2013). „Induced pluripotent stem cells: from Nobel Prizes to clinical applications”. Journal of Hepatology. 58 (3): 625–629. doi:10.1016/j.jhep.2012.10.026. ISSN 1600-0641. PMID 23131523.
97. ↑  Abbott, B.P.; Abbott, R.; Abbott, T.D.; Acernese, F.; Ackley, K.; Adams, C.; Adams, T.; Addesso, P.; Adhikari, R.X.; Adya, V.B.; Affeldt, C.; Afrough, M.; Agarwal, B.; Agathos, M.; Agatsuma, K.; Aggarwal, N.; Aguiar, O.D.; Aiello, L.; Ain, A.; Ajith, P.; Allen, B.; Allen, G.; Allocca, A.; Altin, P.A.; Amato, A.; Ananyeva, A.; Anderson, S.B.; Anderson, W.G.; Angelova, S.V.;  et al. (2017). „Multi-messenger Observations of a Binary Neutron Star Merger”. The Astrophysical Journal. 848 (2): L12. arXiv:1710.05833 . Bibcode:2017ApJ...848L..12A. doi:10.3847/2041-8213/aa91c9.
98. ↑  Cho, Adrian (2017). „Merging neutron stars generate gravitational waves and a celestial light show”. Science. doi:10.1126/science.aar2149.
99. ↑  „Media Advisory: First Results from the Event Horizon Telescope to be Presented on April 10th | Event Horizon Telescope”. 20 aprilie 2019. Arhivat din original la 20 aprilie 2019. Accesat în 21 septembrie 2021.
100. ↑  „Astronomers Capture First Image of a Black Hole | ESO”. 20 mai 2019. Arhivat din original la 20 mai 2019. Accesat în 21 septembrie 2021.
101. ↑  Allègre, Claude (2011). „CHAPITRE XII. La défaite de Platon”. La Défaite de Platon ou la science du XXe siècle (în franceză). Paris: Librairie générale française. ISBN 978-2-253-10941-9. OCLC 758458181.
102. ↑  „Scientific Method: Relationships Among Scientific Paradigms”. Seed Magazine. 7 martie 2007. Arhivat din original la 1 noiembrie 2016. Accesat în 4 noiembrie 2016.
103. ↑  Bunge, Mario Augusto (1998). Philosophy of Science: From Problem to Theory. Transaction Publishers. p. 24. ISBN 978-0-7658-0413-6.
104. 1 2  Popper, Karl R. (2002) [1959]. „A survey of some fundamental problems”. The Logic of Scientific Discovery. New York, New York: Routledge Classics. pp. 3–26. ISBN 978-0-415-27844-7. OCLC 59377149.
105. ↑  Gauch Jr., Hugh G. (2003). „Science in perspective”. Scientific Method in Practice. Cambridge, United Kingdom: Cambridge University Press. pp. 21–73. ISBN 978-0-52-101708-4.
106. ↑  Oglivie, Brian W. (2008). „Introduction”. The Science of Describing: Natural History in Renaissance Europe (ed. Paperback). Chicago, Illinois: University of Chicago Press. pp. 1–24. ISBN 978-0-226-62088-6.
107. ↑  „Natural History”. Princeton University WordNet. Arhivat din original la 3 martie 2012. Accesat în 21 octombrie 2012.
108. ↑  Tomalin, Marcus (2006). Linguistics and the Formal Sciences. doi:10.2277/0521854814.
109. ↑  Löwe, Benedikt (2002). „The Formal Sciences: Their Scope, Their Foundations, and Their Unity”. Synthese. 133: 5–11. doi:10.1023/a:1020887832028.
110. ↑  Bill, Thompson (2007), „2.4 Formal Science and Applied Mathematics”, The Nature of Statistical Evidence, Lecture Notes in Statistics, 189 (ed. 1st), Springer, p. 15
111. ↑  Mujumdar, Anshu Gupta; Singh, Tejinder (2016). „Cognitive science and the connection between physics and mathematics”.  În Anthony Aguirre; Brendan Foster. Trick or Truth?: The Mysterious Connection Between Physics and Mathematics. The Frontiers Collection (ed. 1st). Switzerland: SpringerNature. pp. 201–218. ISBN 978-3-319-27494-2.
112. ↑  Richard Dawkins (10 mai 2006). „To Live at All Is Miracle Enough”. RichardDawkins.net. Arhivat din original la 19 ianuarie 2012. Accesat în 5 februarie 2012.
113. 1 2 3  Stanovich, Keith E. (2007). How to Think Straight About Psychology. Boston: Pearson Education. pp. 106–147. ISBN 978-0-205-68590-5.
114. 1 2  "The amazing point is that for the first time since the discovery of mathematics, a method has been introduced, the results of which have an intersubjective value!" (Author's punctuation)}}  —di Francia, Giuliano Toraldo (1976). „The method of physics”. The Investigation of the Physical World. Cambridge, United Kingdom: Cambridge University Press. pp. 1–52. ISBN 978-0-521-29925-1.
115. ↑  Wilson, Edward (1999). Consilience: The Unity of Knowledge. New York: Vintage. ISBN 978-0-679-76867-8.
116. ↑  Fara, Patricia (2009). „Decisions”. Science: A Four Thousand Year History. Oxford, United Kingdom: Oxford University Press. p. 408. ISBN 978-0-19-922689-4.
117. ↑  Nola, Robert; Irzik, Gürol (2005). „naive inductivism as a methodology in science”. Philosophy, science, education and culture. Science & technology education library. 28. Springer. pp. 207–230. ISBN 978-1-4020-3769-6.
118. ↑  Nola, Robert; Irzik, Gürol (2005). „The aims of science and critical inquiry”. Philosophy, science, education and culture. Science & technology education library. 28. Springer. pp. 207–230. ISBN 978-1-4020-3769-6.
119. ↑  van Gelder, Tim (1999). „"Heads I win, tails you lose": A Foray Into the Psychology of Philosophy” (PDF). University of Melbourne. Arhivat din original (PDF) la 9 aprilie 2008. Accesat în 28 martie 2008.
120. ↑  Pease, Craig (6 septembrie 2006). „Chapter 23. Deliberate bias: Conflict creates bad science”. Science for Business, Law and Journalism. Vermont Law School. Arhivat din original la 19 iunie 2010.
121. ↑  Shatz, David (2004). Peer Review: A Critical Inquiry. Rowman & Littlefield. ISBN 978-0-7425-1434-8. OCLC 54989960.
122. ↑  Krimsky, Sheldon (2003). Science in the Private Interest: Has the Lure of Profits Corrupted the Virtue of Biomedical Research. Rowman & Littlefield. ISBN 978-0-7425-1479-9. OCLC 185926306.
123. ↑  Bulger, Ruth Ellen; Heitman, Elizabeth; Reiser, Stanley Joel (2002). The Ethical Dimensions of the Biological and Health Sciences (ed. 2nd). Cambridge University Press. ISBN 978-0-521-00886-0. OCLC 47791316.
124. ↑  Backer, Patricia Ryaby (29 octombrie 2004). „What is the scientific method?”. San Jose State University. Arhivat din original la 8 aprilie 2008. Accesat în 28 martie 2008.
125. ↑  Popper, Karl R. (2002) [1959]. „The problem of the empirical basis”. The Logic of Scientific Discovery. New York, New York: Routledge Classics. pp. 3–26. ISBN 978-0-415-27844-7. OCLC 59377149.
126. ↑  „SIAM: Graduate Education for Computational Science and Engineering”. Society for Industrial and Applied Mathematics. Arhivat din original la 28 decembrie 2016. Accesat în 4 noiembrie 2016.
127. ↑  Karin Johannesson, God Pro Nobis: On Non-metaphysical Realism and the Philosophy of Religion, Peeters Publishers, 2007, p. 26.
128. 1 2  Godfrey-Smith, Peter (2003). „Induction and confirmation”. Theory and Reality: An Introduction to the Philosophy of Science (ed. 1st). Chicago, Illinois: University of Chicago. pp. 39–56. ISBN 978-0-226-30062-7.
129. ↑  Godfrey-Smith, Peter (2003). „Empiricism, naturalism, and scientific realism?”. Theory and Reality: An Introduction to the Philosophy of Science (ed. 1st). Chicago, Illinois: University of Chicago. pp. 219–232. ISBN 978-0-226-30062-7.
130. ↑  Godfrey-Smith, Peter (2003). „Logic plus empiricism”. Theory and Reality: An Introduction to the Philosophy of Science (ed. 1st). Chicago, Illinois: University of Chicago. pp. 19–38. ISBN 978-0-226-30062-7.
131. 1 2  Godfrey-Smith, Peter (2003). „Popper: Conjecture and refutation”. Theory and Reality: An Introduction to the Philosophy of Science (ed. 1st). Chicago, Illinois: University of Chicago. pp. 57–74. ISBN 978-0-226-30062-7.
132. ↑  Godfrey-Smith, Peter (2003). „Lakatos, Laudan, Feyerabend, and frameworks”. Theory and Reality: An Introduction to the Philosophy of Science (ed. 1st). Chicago, Illinois: University of Chicago. pp. 102–121. ISBN 978-0-226-30062-7.
133. ↑  Popper, Karl (1972). Objective Knowledge.
134. ↑  „Shut up and multiply”. LessWrong Wiki. 13 septembrie 2015. Arhivat din original la 19 octombrie 2016. Accesat în 4 noiembrie 2016.
135. ↑  Newton-Smith, W.H. (1994). The Rationality of Science. London: Routledge. p. 30. ISBN 978-0-7100-0913-5.
136. ↑  Bird, Alexander (2013).  Zalta, Edward N., ed. „Thomas Kuhn”. Stanford Encyclopedia of Philosophy. Accesat în 26 octombrie 2015.
137. ↑  T.S. Kuhn, The Structure of Scientific Revolutions, 2nd. ed., Chicago: Univ. of Chicago Pr., 1970, p. 206. ISBN: 0-226-45804-0
138. ↑  Godfrey-Smith, Peter (2003). „Naturalistic philosophy in theory and practice”. Theory and Reality: An Introduction to the Philosophy of Science (ed. 1st). Chicago, Illinois: University of Chicago. pp. 149–162. ISBN 978-0-226-30062-7.
139. ↑  Brugger, E. Christian (2004). „Casebeer, William D. Natural Ethical Facts: Evolution, Connectionism, and Moral Cognition”. The Review of Metaphysics. 58 (2).
140. ↑  Winther, Rasmus Grønfeldt (2015). „The Structure of Scientific Theories”. Stanford Encyclopedia of Philosophy. Accesat în 4 noiembrie 2016.
141. ↑  Popper, Karl Raimund (1996). In Search of a Better World: Lectures and Essays From Thirty Years. New York, New York: Routledge. ISBN 978-0-415-13548-1.
142. ↑  Fleck, Ludwik (1979).  Trenn, Thaddeus J.; Merton, Robert K, ed. Genesis and Development of a Scientific Fact. Chicago: University of Chicago Press. ISBN 978-0-226-25325-1.
143. ↑  Ziman, J.M. (1980). „The proliferation of scientific literature: a natural process”. Science. 208 (4442): 369–71. Bibcode:1980Sci...208..369Z. doi:10.1126/science.7367863. PMID 7367863.
144. ↑  Subramanyam, Krishna; Subramanyam, Bhadriraju (1981). Scientific and Technical Information Resources. CRC Press. ISBN 978-0-8247-8297-9. OCLC 232950234.
145. ↑  „MEDLINE Fact Sheet”. Washington DC: United States National Library of Medicine. Arhivat din original la 16 octombrie 2011. Accesat în 15 octombrie 2011.
146. ↑  Petrucci, Mario. „Creative Writing – Science”. Arhivat din original la 6 ianuarie 2009. Accesat în 27 aprilie 2008.
147. ↑  Feynman, Richard (1974). „Cargo Cult Science”. Center for Theoretical Neuroscience. Columbia University. Arhivat din original la 4 martie 2005. Accesat în 4 noiembrie 2016.
148. ↑  Novella, Steven, et al.  The Skeptics' Guide to the Universe: How to Know What's Really Real in a World Increasingly Full of Fake. Grand Central Publishing, 2018. pp. 162.
149. ↑  „Coping with fraud” (PDF). The COPE Report 1999: 11–18. Arhivat din original (PDF) la 28 septembrie 2007. Accesat în 21 iulie 2011. It is 10 years, to the month, since Stephen Lock ... Reproduced with kind permission of the Editor, The Lancet.
150. ↑  
Giesen, Eva (2014). NF X50-553 - Management des activités de recherche (în franceză). Afnor. p. 38.
151. ↑  Kwok, Roberta (2017). „Flexible working: Science in the gig economy”. Nature. 550: 419–21. doi:10.1038/nj7677-549a.
152. ↑  Editorial, ed. (2007). „Many junior scientists need to take a hard look at their job prospects”. Nature. 550. doi:10.1038/nj7677-549a.
153. ↑  Lee, Adrian; Dennis, Carina; Campbell, Phillip (2007). „Graduate survey: A love–hurt relationship”. Nature. 550 (7677): 549–52. doi:10.1038/nj7677-549a.
154. ↑  Stockton, Nick (7 octombrie 2014), „How did the Nobel Prize become the biggest award on Earth?”, Wired, accesat în 3 septembrie 2018
155. ↑  „Nobel Prize Facts”. Nobel Foundation. Arhivat din original la 8 iulie 2017. Accesat în 11 octombrie 2015.
156. ↑  Spanier, Bonnie (1995). „From Molecules to Brains, Normal Science Supports Sexist Beliefs about Difference”. Im/partial Science: Gender Identity in Molecular Biology. Indiana University Press. ISBN 9780253209689.
157. ↑  Rosser, Sue V. (12 martie 2012). Breaking into the Lab: Engineering Progress for Women in Science. New York: New York University Press. p. 7. ISBN 978-0-8147-7645-2.
158. ↑  Goulden, Mark; Frasch, Karie; Mason, Mary Ann (2009). Staying Competitive: Patching America's Leaky Pipeline in the Sciences. University of Berkeley Law.
159. ↑  Change of Heart: Career intentions and the chemistry PhD. Royal Society of Chemistry. 2008.
160. ↑  Bolsen, Toby; Druckman, James N. (2015). „Counteracting the Politicization of Science”. Journal of Communication (65): 746.
161. 1 2  Freudenberg, William F.; Gramling, Robert; Davidson, Debra J. (2008). „Scientific Certainty Argumentation Methods (SCAMs): Science and the Politics of Doubt” (PDF). Sociological Inquiry. 78: 2–38. doi:10.1111/j.1475-682X.2008.00219.x . Arhivat din original (PDF) la 26 noiembrie 2020. Accesat în 12 aprilie 2020.
162. ↑  van der Linden, Sander; Leiserowitz, Anthony; Rosenthal, Seth; Maibach, Edward (2017). „Inoculating the Public against Misinformation about Climate Change” (PDF). Global Challenges. 1 (2): 1. doi:10.1002/gch2.201600008. PMC 6607159 . PMID 31565263. Arhivat din original (PDF) la 4 aprilie 2020. Accesat în 25 august 2019.
163. ↑  „Main Science and Technology Indicators – 2008-1” (PDF). OECD. Arhivat din original (PDF) la 15 februarie 2010.
164. ↑  Savaget, Paulo; Acero, Liliana (2017). „Plurality in understandings of innovation, sociotechnical progress and sustainable development: An analysis of OECD expert narratives” (PDF). Public Understanding of Science. 27 (5): 611–628. doi:10.1177/0963662517695056. PMID 29298581.
165. ↑  Dickson, David (11 octombrie 2004). „Science journalism must keep a critical edge”. Science and Development Network. Arhivat din original la 21 iunie 2010.
166. ↑  Mooney, Chris (2004). „Blinded By Science, How 'Balanced' Coverage Lets the Scientific Fringe Hijack Reality”. Columbia Journalism Review. Vol. 43 nr. 4. Arhivat din original la 17 ianuarie 2010. Accesat în 20 februarie 2008.
167. ↑  McIlwaine, S.; Nguyen, D.A. (2005). „Are Journalism Students Equipped to Write About Science?”. Australian Studies in Journalism. 14: 41–60. Arhivat din original la 1 august 2008. Accesat în 20 februarie 2008.
168. ↑  Philipp-Muller, Aviva; Lee, Spike W. S.; Petty, Richard E. (26 iulie 2022). „Why are people antiscience, and what can we do about it?”. Proceedings of the National Academy of Sciences (în engleză). 119 (30): e2120755119. Bibcode:2022PNAS..11920755P. doi:10.1073/pnas.2120755119. ISSN 0027-8424.
169. ↑  Gauchat, Gordon William (2008). „A Test of Three Theories of Anti-Science Attitudes”. Sociological Focus. 41 (4): 337–357. doi:10.1080/00380237.2008.10571338.
170. ↑  McRaney, David (2022). How minds change : the surprising science of belief, opinion, and persuasion. [New York, NY]. ISBN 978-0-593-19029-6. OCLC 1322437138.